# Time 100

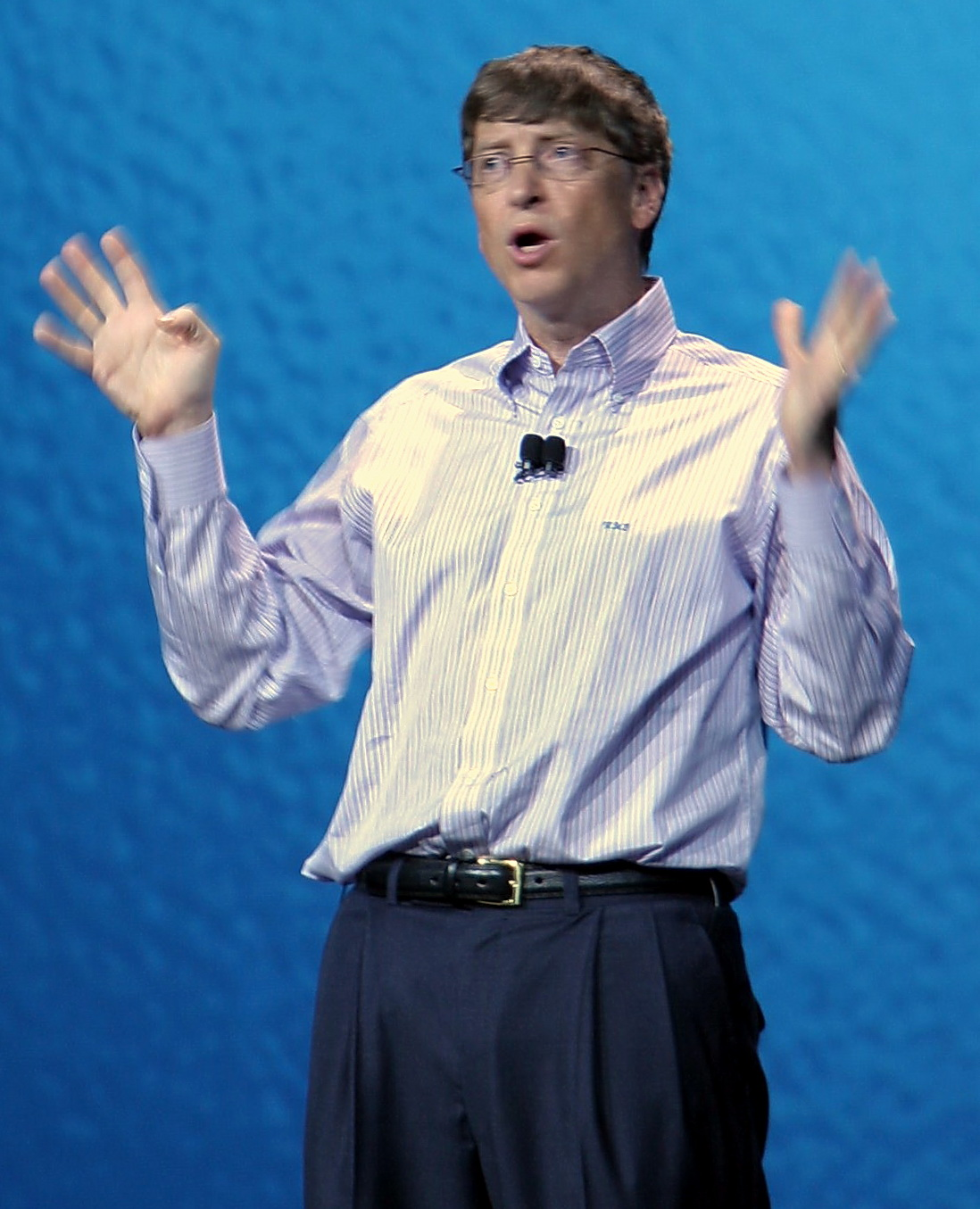
Bill Gates ha aparecido en la lista de Time cuatro veces; en las categorías: Constructor y Titán, Héroe e Icono y como Líder y Revolucionario.

Time 100 (A menudo estilizada como TIME 100) es una lista anual de las 100 personas más influyentes del mundo, elaborada por la revista estadounidense Time. Publicada por primera vez en 1999 como resultado de un debate entre académicos, políticos y periodistas estadounidenses, la lista es ahora un acontecimiento anual muy publicitado. Aparecer en la lista suele considerarse un honor, y Time deja claro que los participantes son reconocidos por cambiar el mundo, independientemente de las consecuencias de sus acciones. La lista final de personas influyentes es elegida exclusivamente por los editores de Time, con nominaciones procedentes de los antiguos alumnos de Time 100 y del personal de redacción internacional de la revista. Sólo el ganador de la encuesta de los lectores, realizada días antes de que se revele la lista oficial, es elegido por el público en general. La correspondiente gala conmemorativa se celebra anualmente en Manhattan.
En 2019, Time comenzó a publicar la lista Time 100 Next, que «destaca a 100 estrellas emergentes que están dando forma al futuro de los negocios, el entretenimiento, los deportes, la política, la ciencia, la salud y más».

## Historia y formato
Se inició con un debate en el Centro Kennedy en Washington D. C. el 1 de febrero de 1998, en donde participaron: Dan Rather de CBS,la historiadora Doris Kearns Goodwin, el gobernador de Nueva York Mario Cuomo, la entonces profesora de ciencias políticas Condoleezza Rice, el publicista Irving Kristol y el redactor jefe de la revista Time Walter Isaacson.
La primera lista fue publicada en 1999 con las 100 personas más influyentes del siglo XX. En 2004 la revista decide hacer la lista de manera anual.
Para la elaboración de la lista se seleccionan 20 personas en cada una de las 5 categorías (para el gran total de 100 al año). Las categorías incluidas son: Líderes y Revolucionarios, Constructores y Titanes, Artistas y Personas del Espectáculo, Científicos y Pensadores, y, Héroes e iconos.

## Apariciones múltiples
Cada categoría tiene el mismo peso cada año, pero algunas personas tienen más probabilidades de repetirse a lo largo del tiempo. La siguiente lista incluye personas que han aparecido al menos tres veces. El orden se basa en el número de veces que cada persona ha aparecido en Time 100. Los que están empatados aparecen por orden alfabético. Algunas personas, como Nelson Mandela, también han aparecido en la lista única de Time de «Las personas más importantes del siglo XX» y se marcan en negrita.

### Cinco veces o más

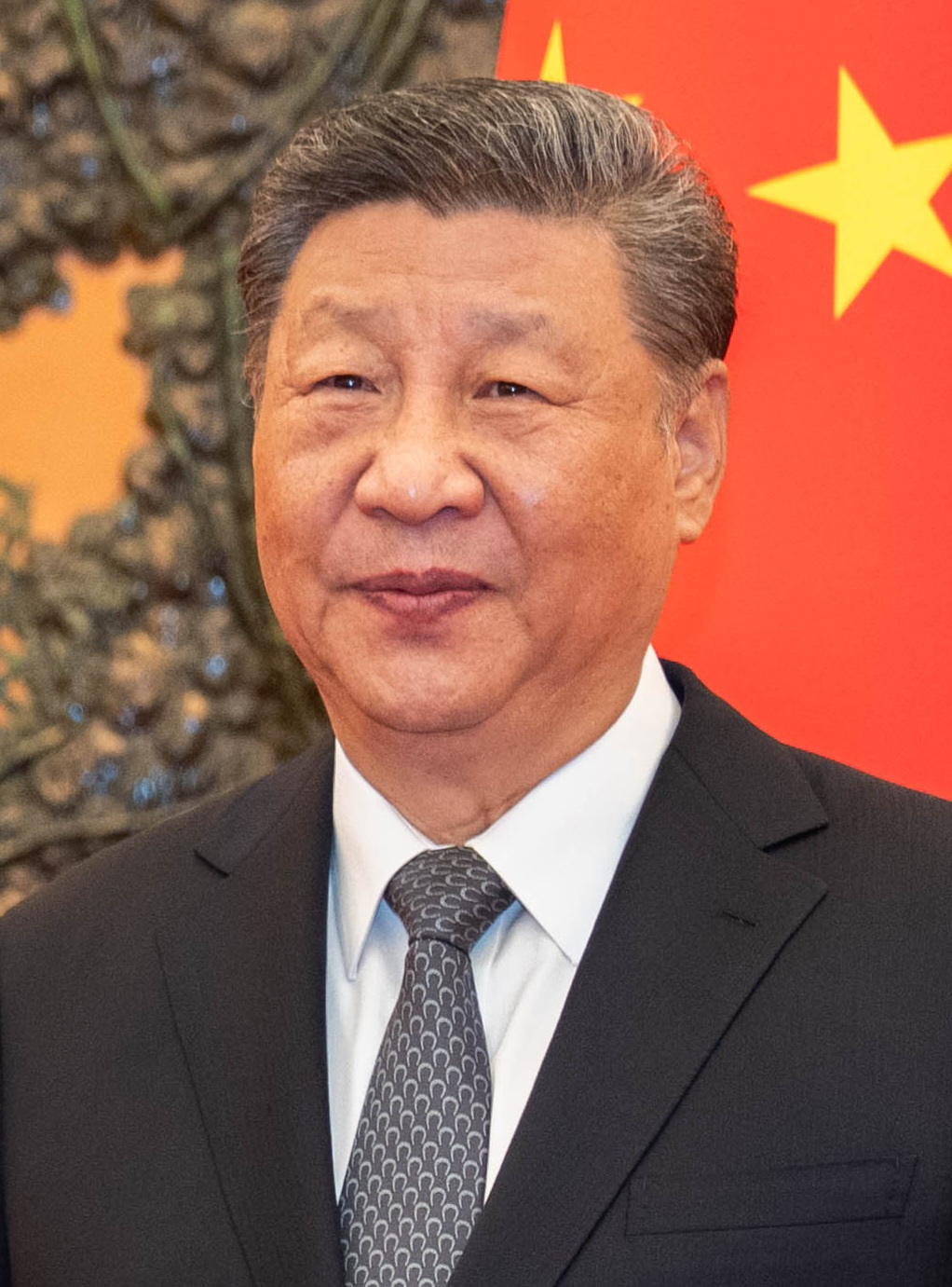
Xi Jinping Ha aparecido trece veces en la lista: 2022, 2021, 2020, 2019, 2018, 2017, 2016, 2015, 2014, 2013, 2012, 2011, y 2009
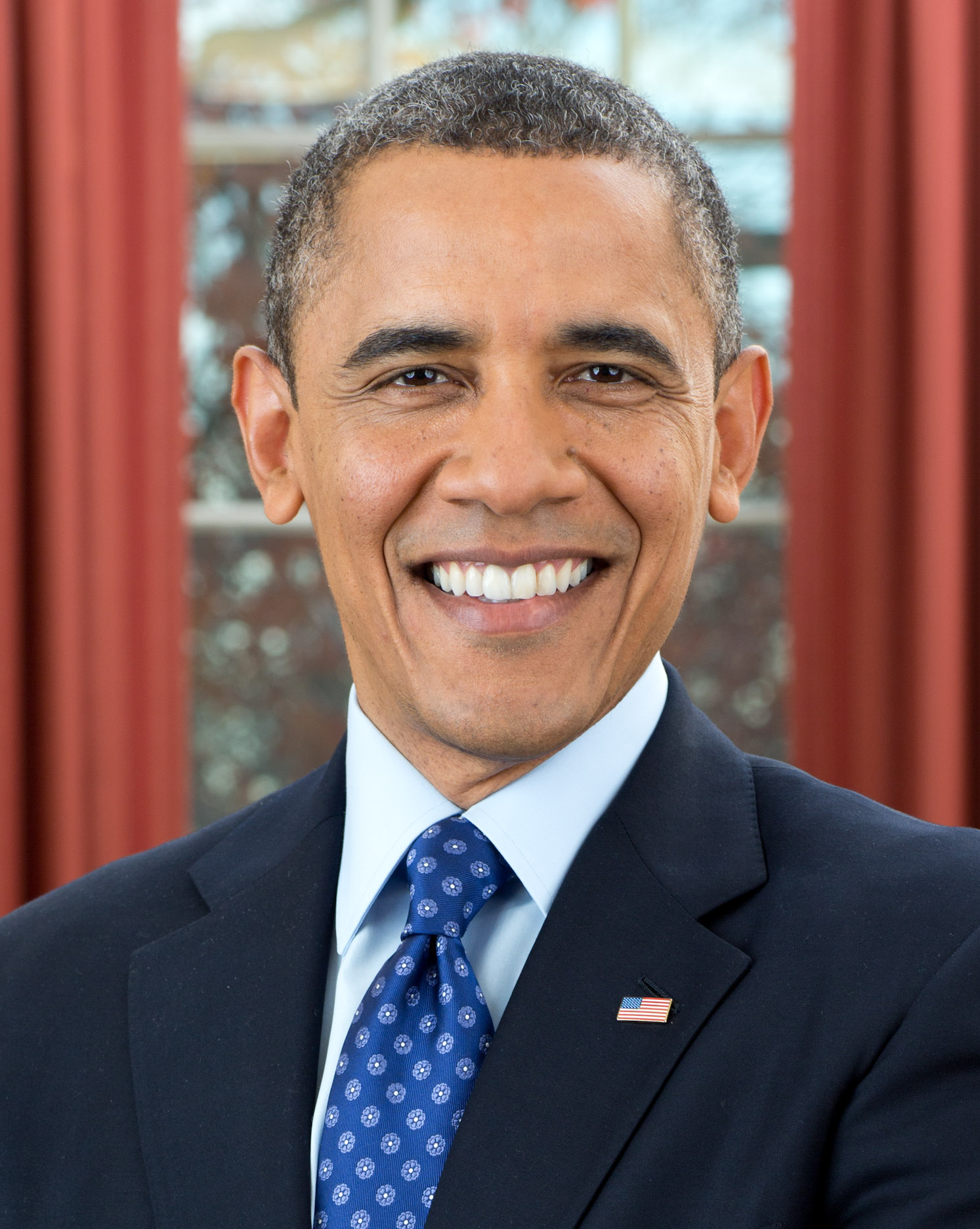
Barack Obama Aparece once veces en la lista: 2016, 2015, 2014, 2013, 2012, 2011, 2010, 2009, 2008, 2007, y 2005 (Finalista en 2018)
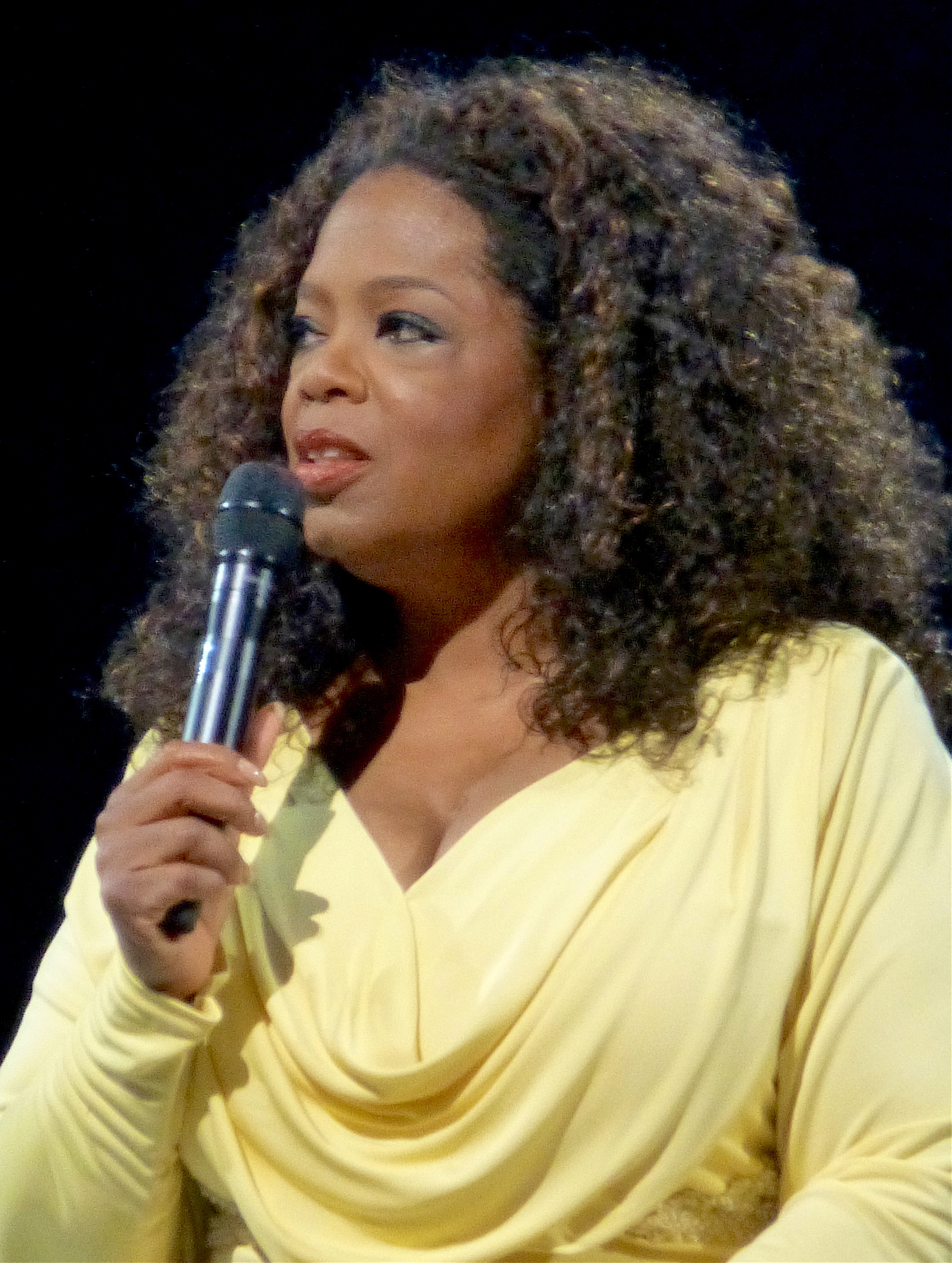
Oprah Winfrey Ha aparecido once veces en la lista: 2022, 2018, 2011, 2010, 2009, 2008, 2007, 2006, 2005, 2004, y en la del siglo XX (Finalista en 2021, 2020, 2019, 2017, 2015, y 2012)
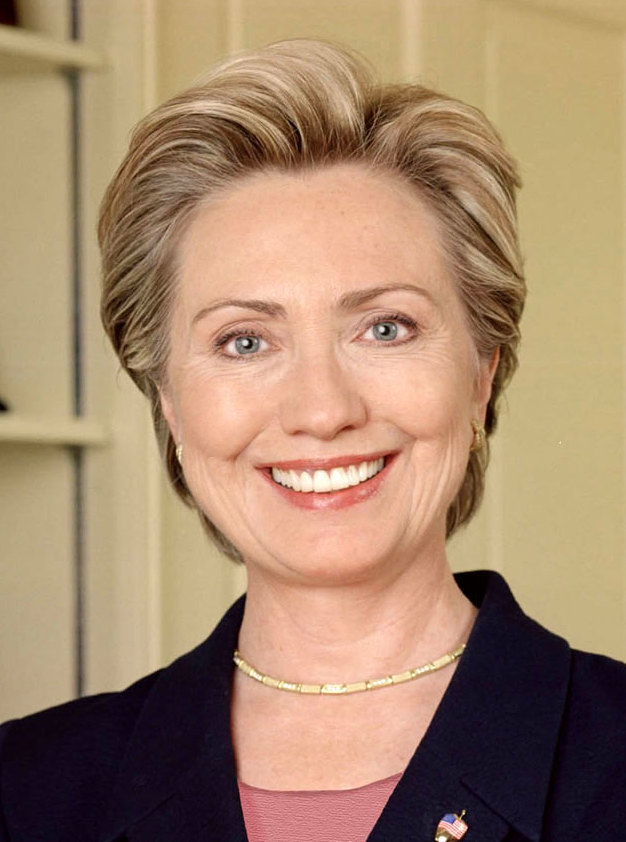
Hillary Clinton Ha aparecido diez veces en la lista: 2016, 2015, 2014, 2012, 2011, 2009, 2008, 2007, 2006, y 2004 (Finalista en 2013 y 2010)
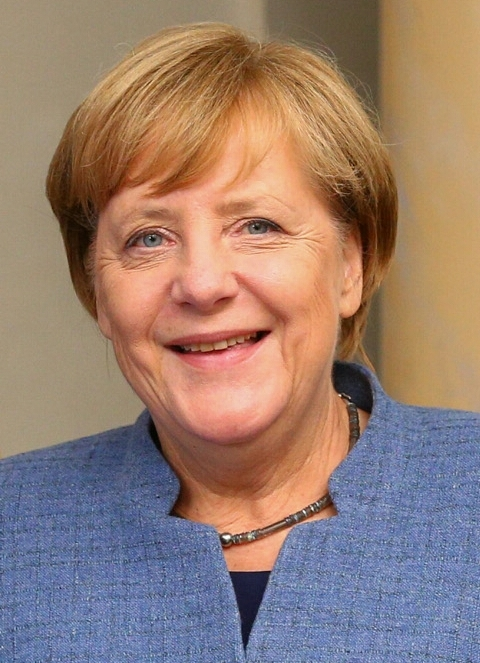
Angela Merkel Ha aparecido nueve veces en la lista: 2020, 2016, 2015, 2014, 2012, 2011, 2009, 2007, y 2006 (Finalista en 2021, 2019, 2018, 2017, 2013, 2010, y 2008)
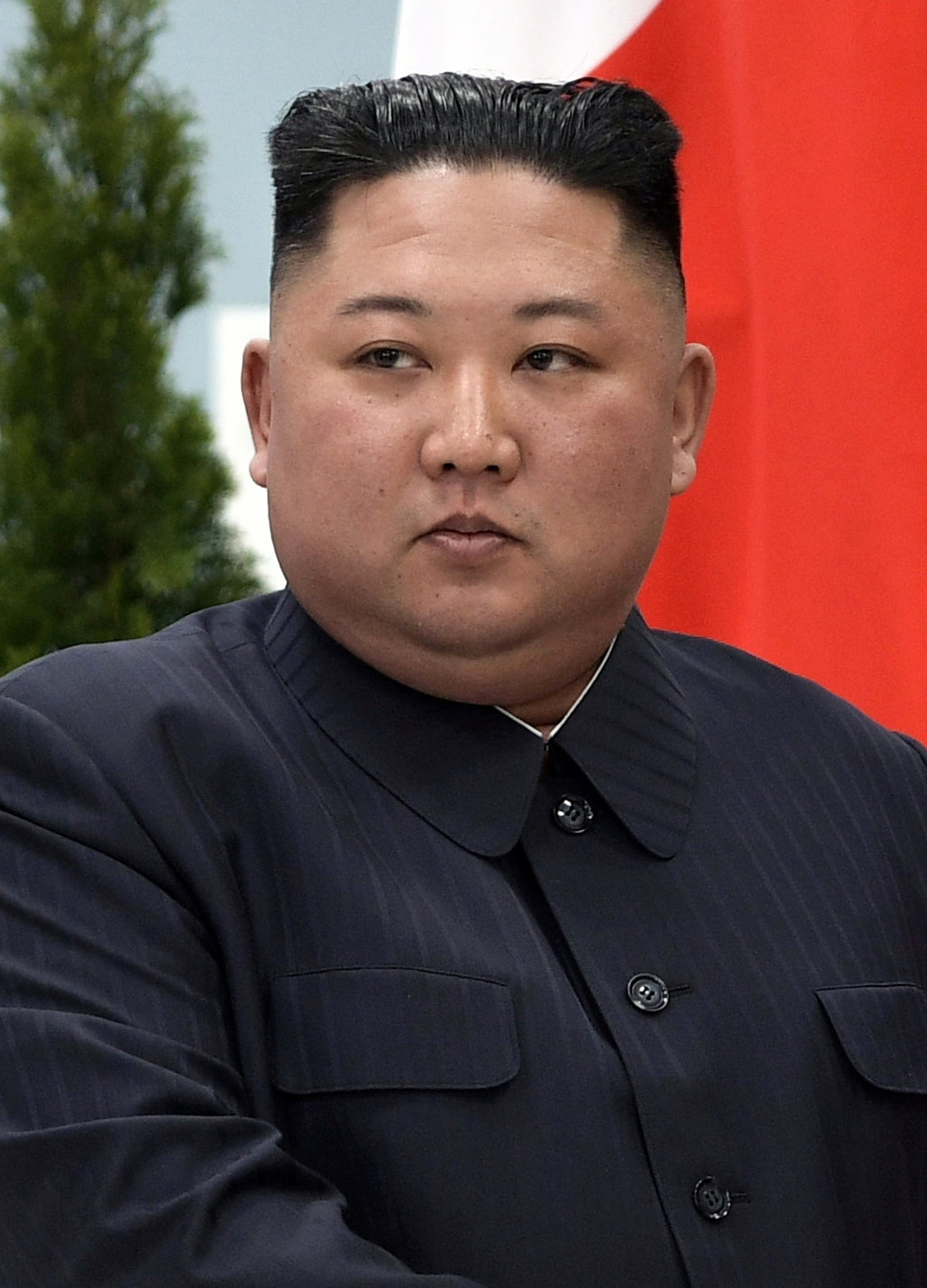
Kim Jong-un Ha aparecido ocho veces en la lista: 2018, 2017, 2016, 2015, 2014, 2013, 2012, y 2011 (Finalista en 2022, 2021, 2020 y 2019)
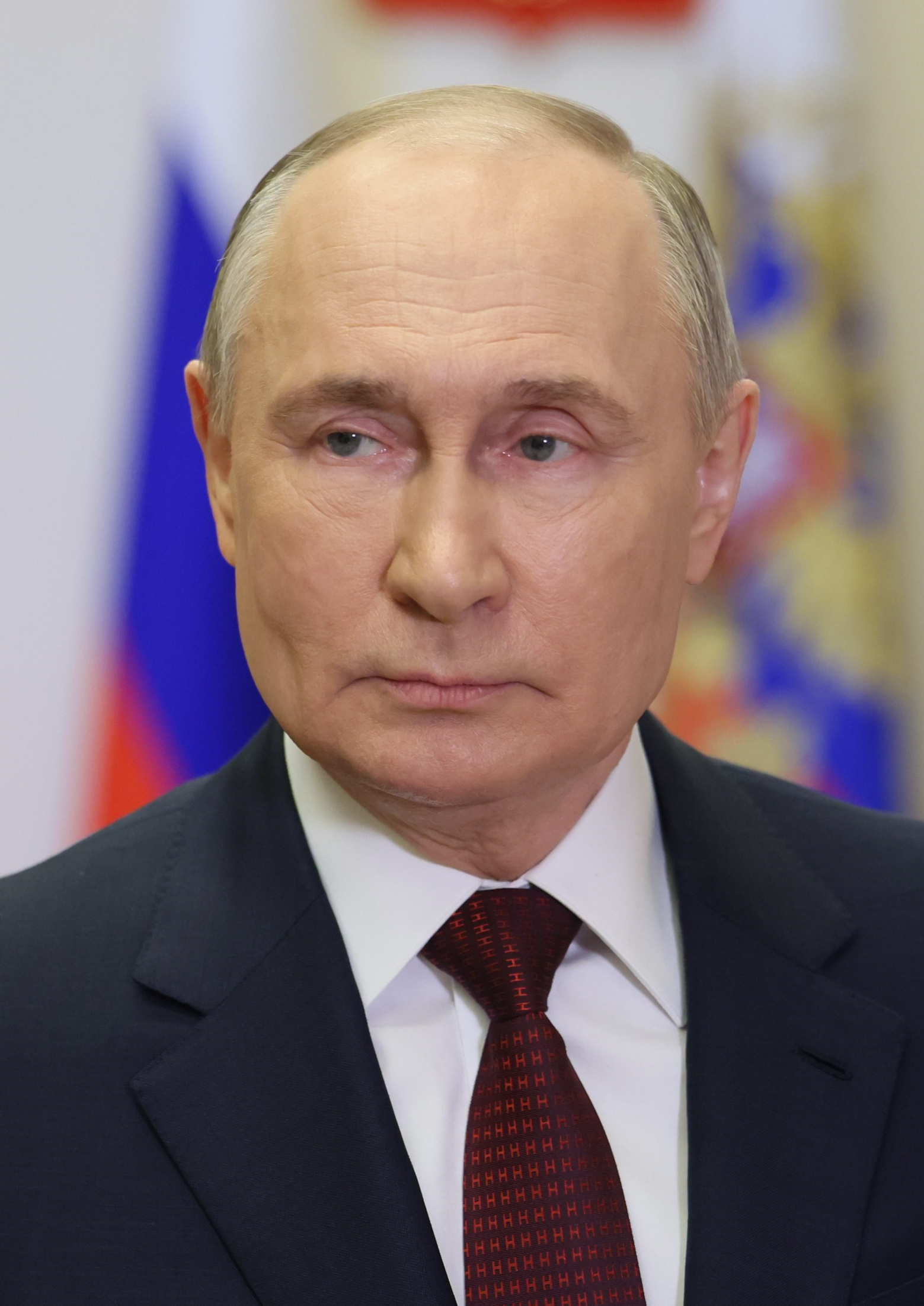
Vladimir Putin Ha aparecido siete veces en la lista: 2022, 2017, 2016, 2015, 2014, 2008, y 2004 (Finalista en 2021, 2020, 2019, 2018, 2012, 2011, 2009, y 2007)
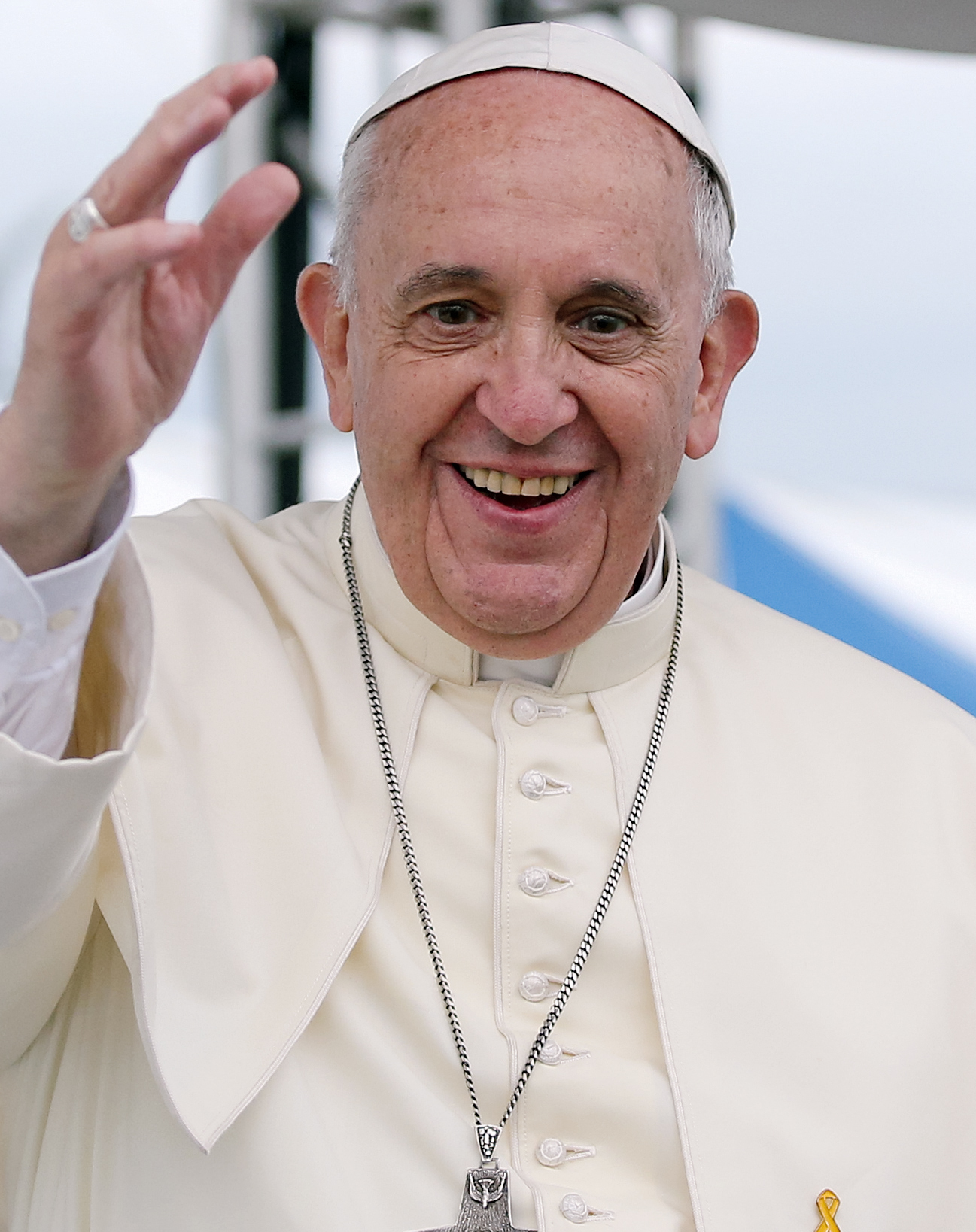
Francisco Ha aparecido seis veces en la lista: 2019, 2017, 2016, 2015, 2014, y 2013 (Finalista en 2022, 2021, 2020 y 2018)
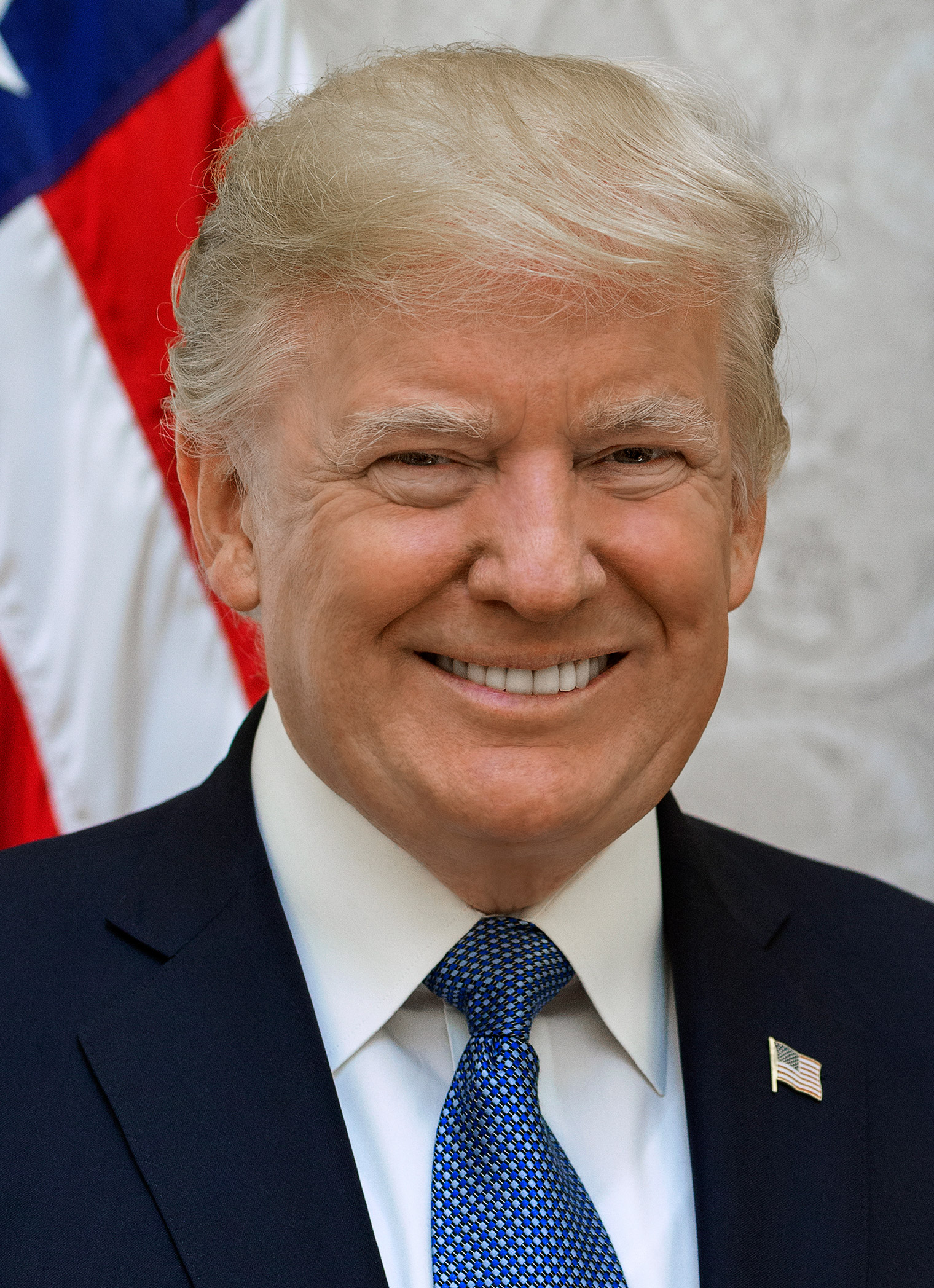
Donald Trump Ha aparecido seis veces en la lista: 2021, 2020, 2019, 2018, 2017, y 2016 (Finalista en 2022)
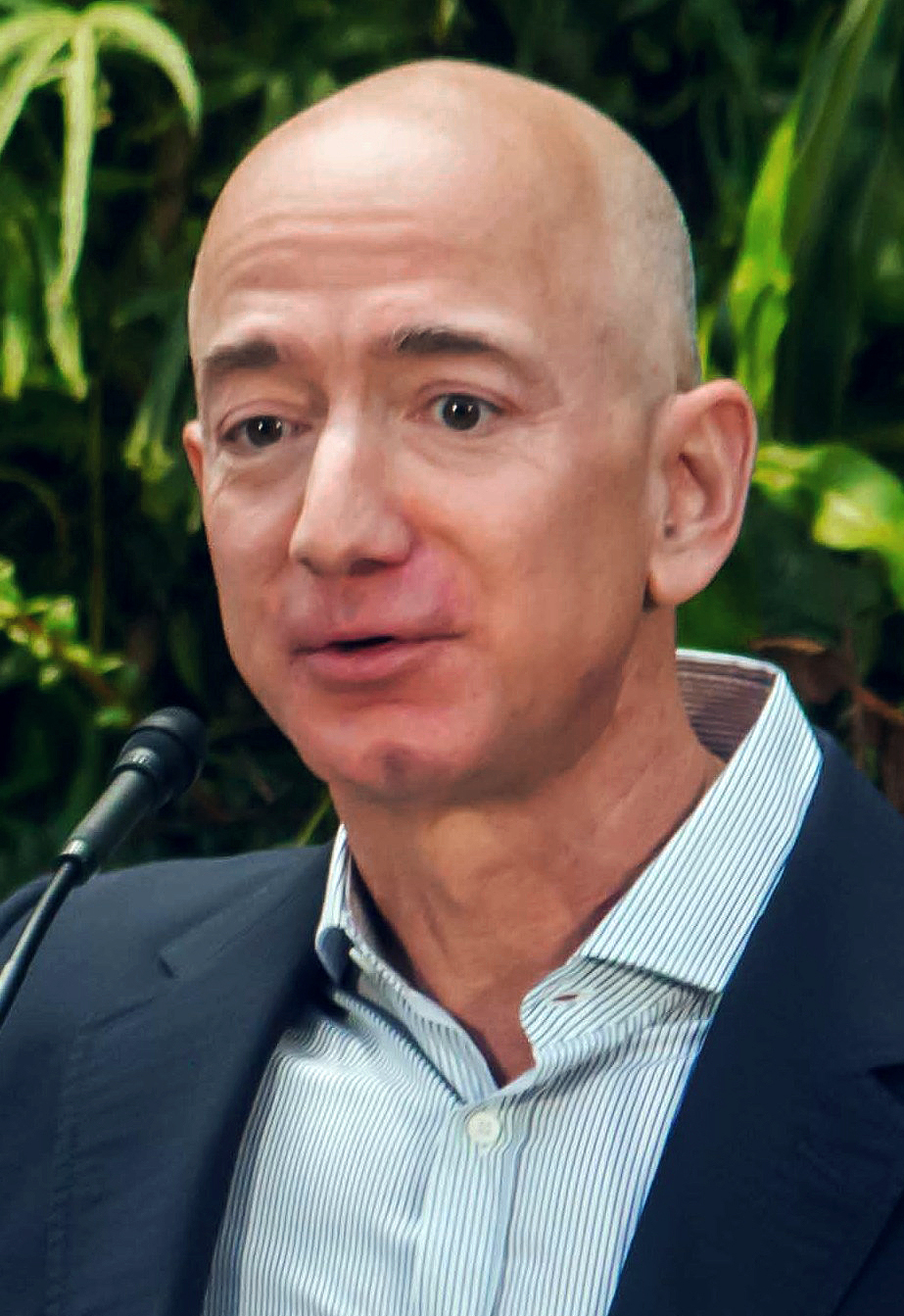
Jeff Bezos Ha aparecido cinco veces en la lista: 2018, 2017, 2014, 2009, y 2008 (Finalista en 2021, 2020, 2019, 2016, 2015, 2013, y 2012)
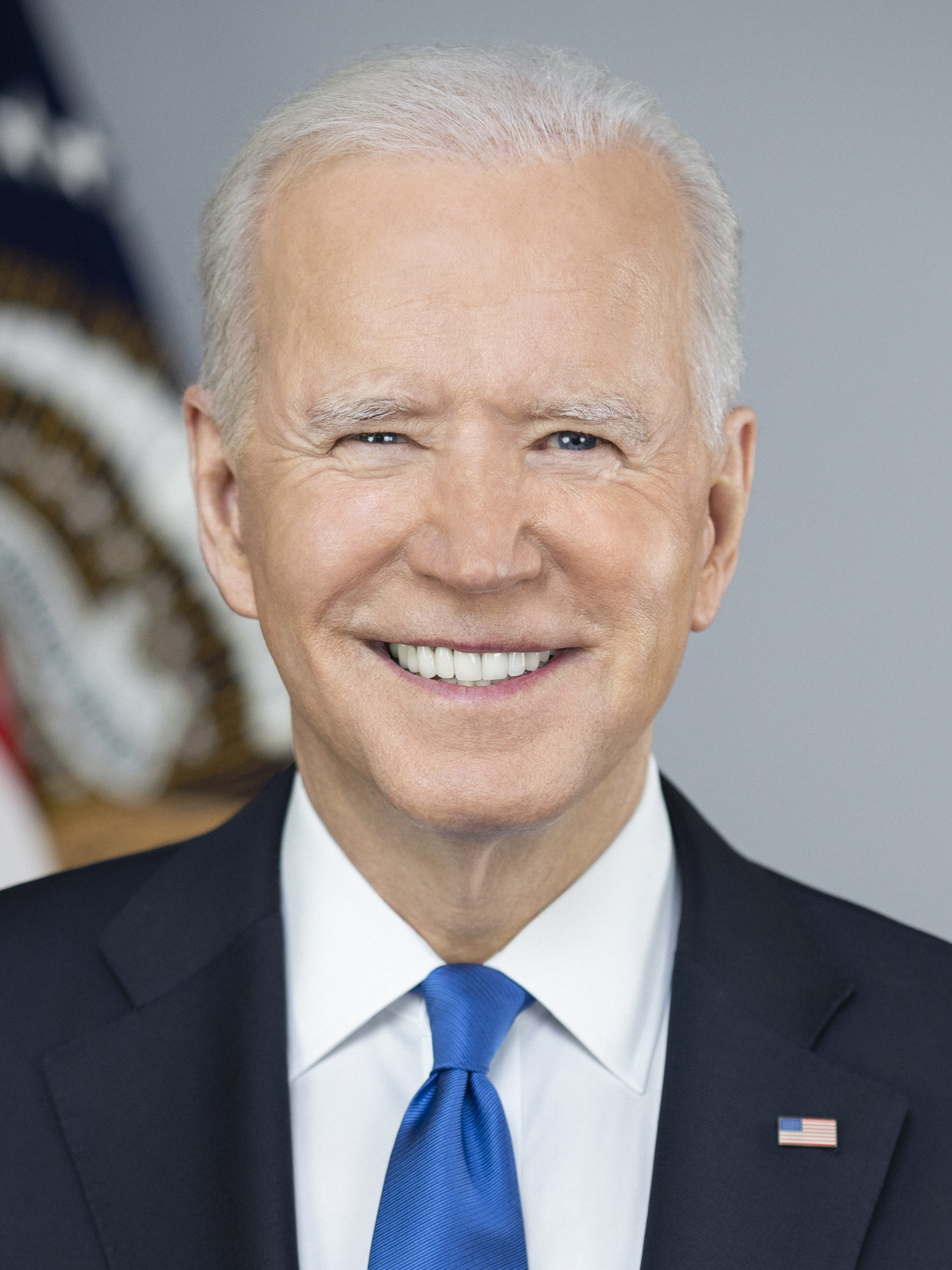
Joe Biden Ha aparecido cinco veces en la lista: 2022, 2021, 2020, 2013, y 2011 (Finalista en 2016)
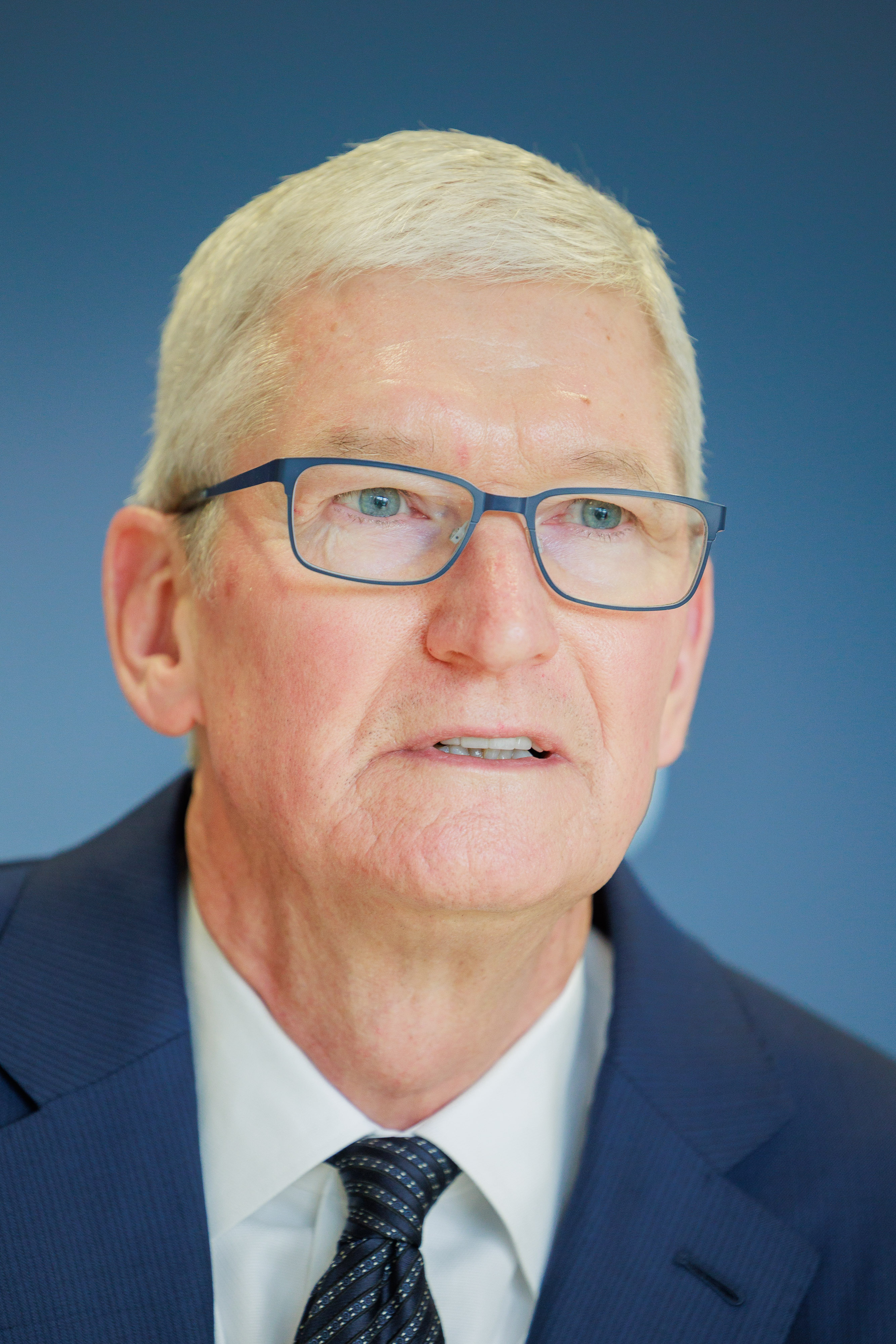
Tim Cook Ha aparecido cinco veces en la lista: 2022, 2021, 2016, 2015, y 2012 (Finalista en 2020, 2019, 2018, 2017, y 2014)
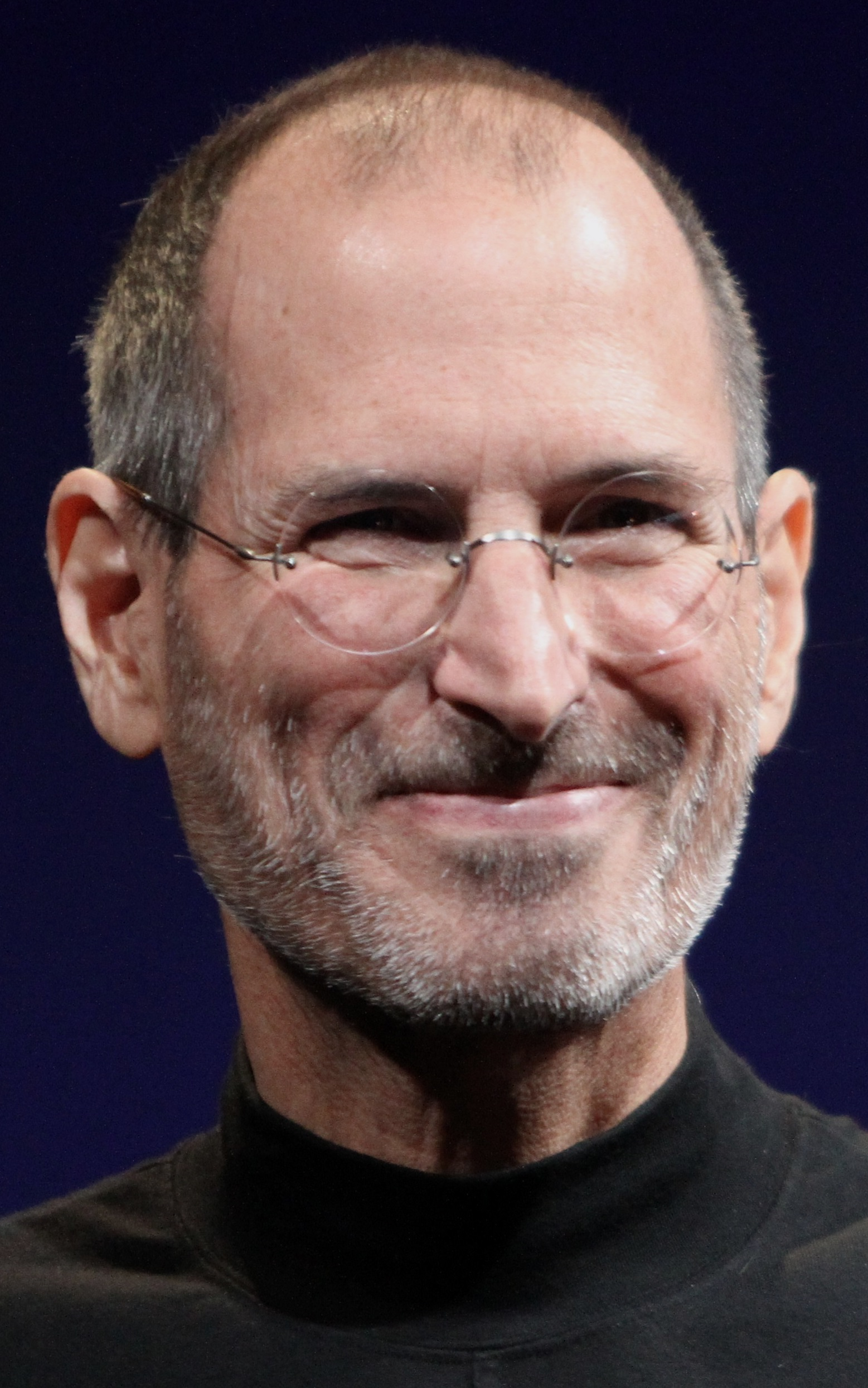
Steve Jobs Ha aparecido cinco veces en la lista: 2010, 2008, 2007, 2005, y 2004 (Finalista en 2011 y 2009)
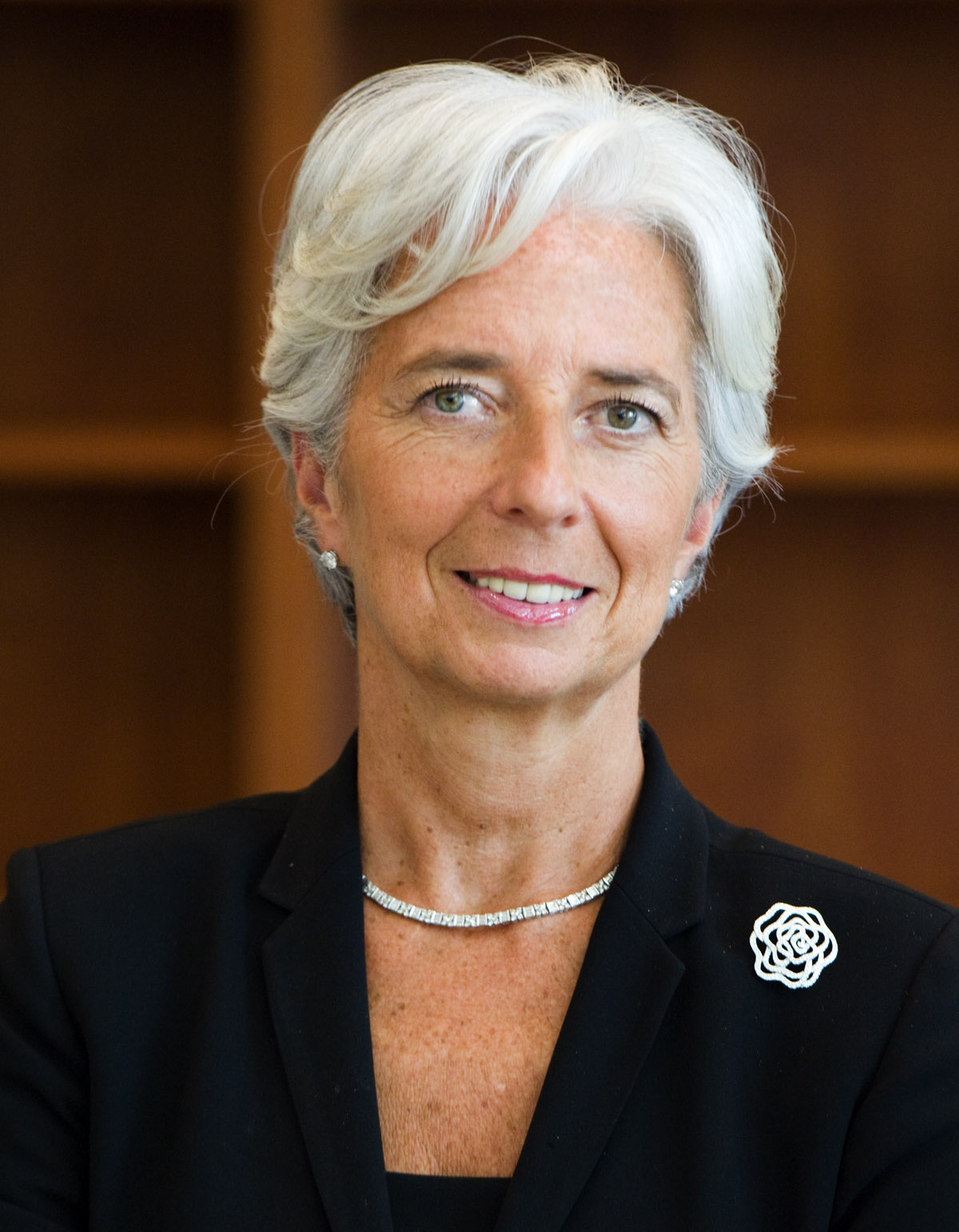
Christine Lagarde Ha aparecido cinco veces en la lista: 2022, 2016, 2012, 2010, y 2009 (Finalista en 2014)
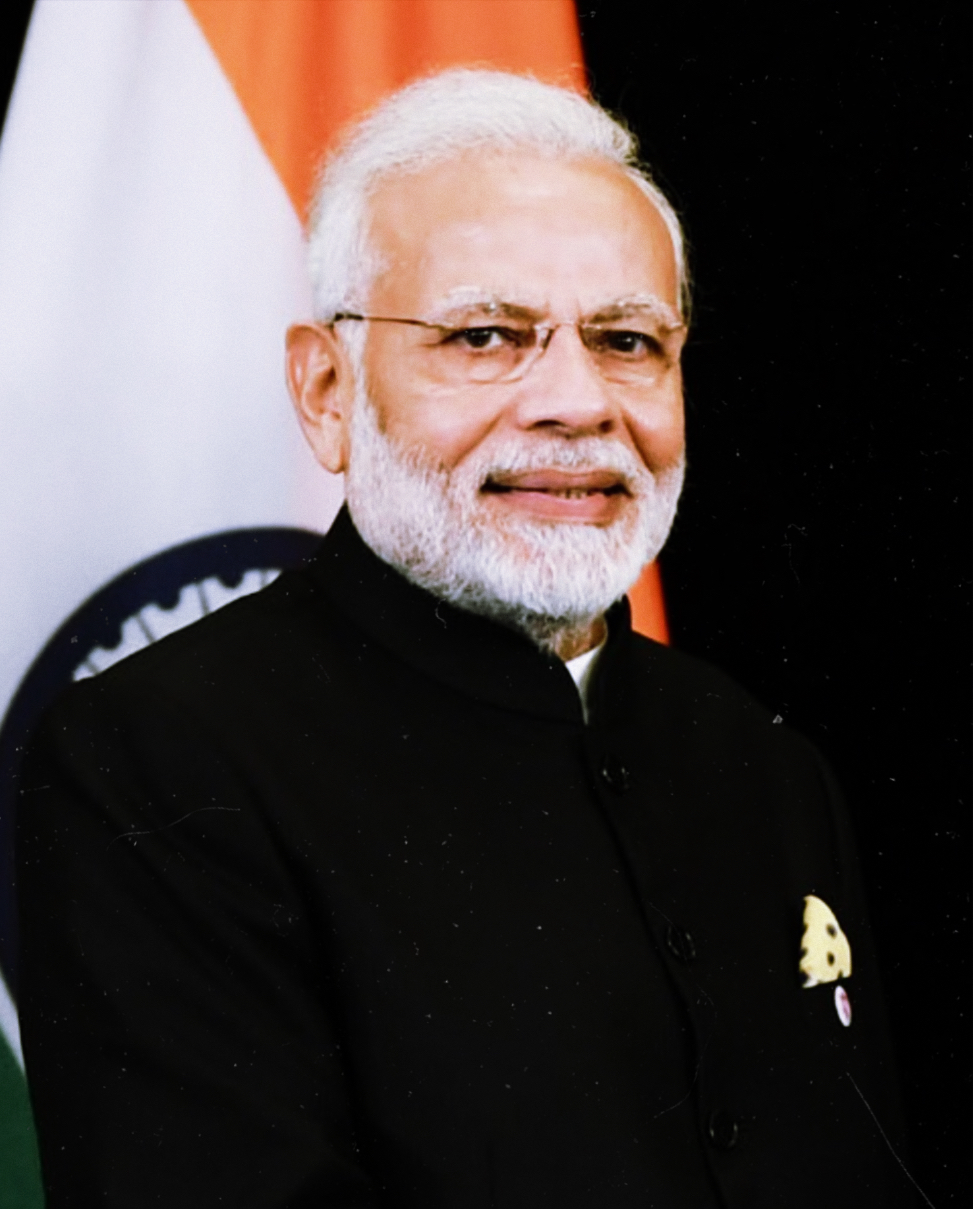
Narendra Modi Ha aparecido cinco veces en la lista: 2021, 2020, 2017, 2015, y 2014 (Finalista en 2022, 2019, 2018, 2016, y 2012)
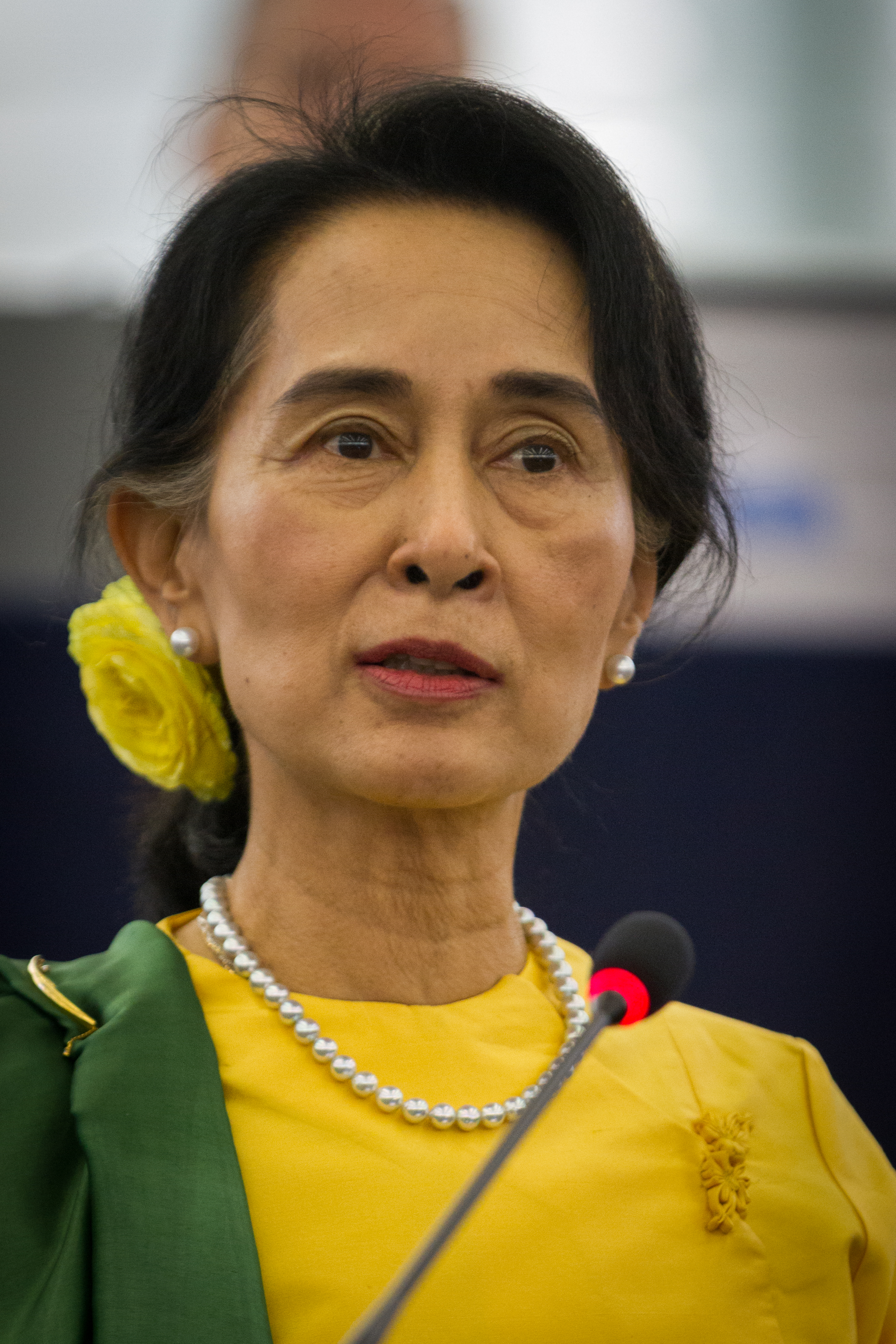
Aung San Suu Kyi Ha aparecido cinco veces en la lista: 2016, 2013, 2011, 2008, y 2004 (Finalista en 2012 y 2009)
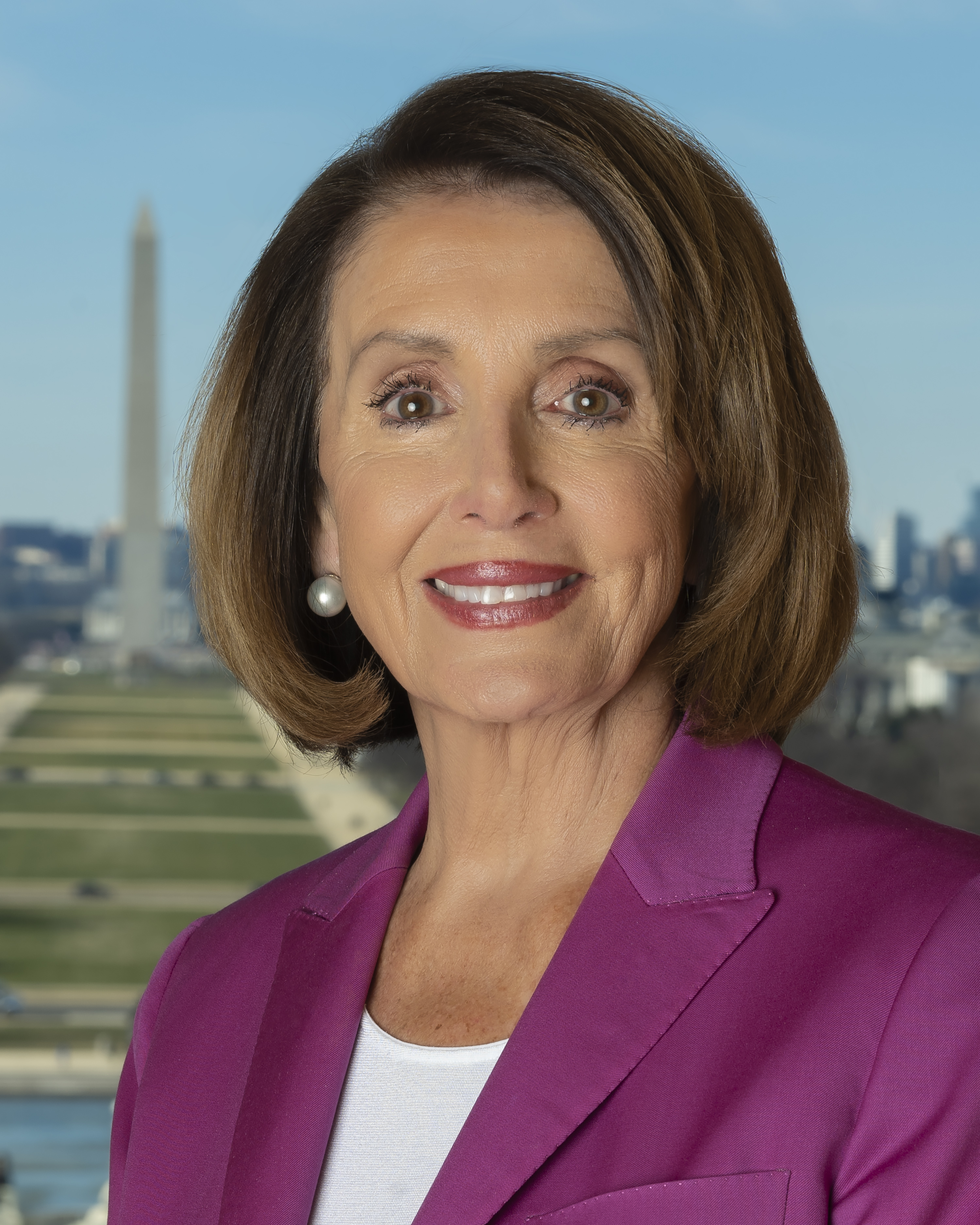
Nancy Pelosi Ha aparecido cinco veces en la lista: 2020, 2019, 2018, 2010, y 2007 (Finalista en 2022, 2021, 2013, 2009, y 2008)

### Cuatro veces o más

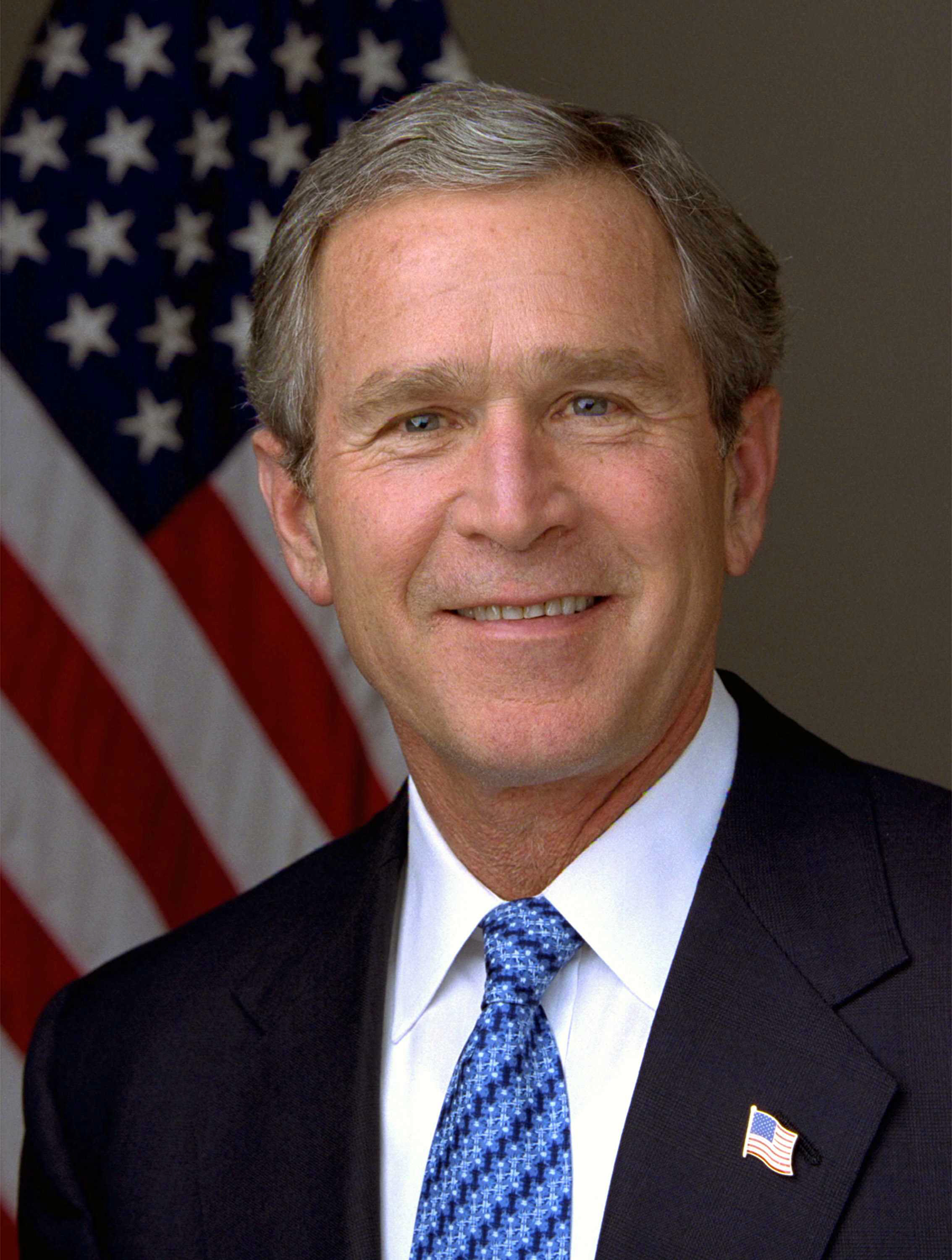
George W. Bush 2008, 2006, 2005, y 2004 (Finalista en 2009 y 2007)
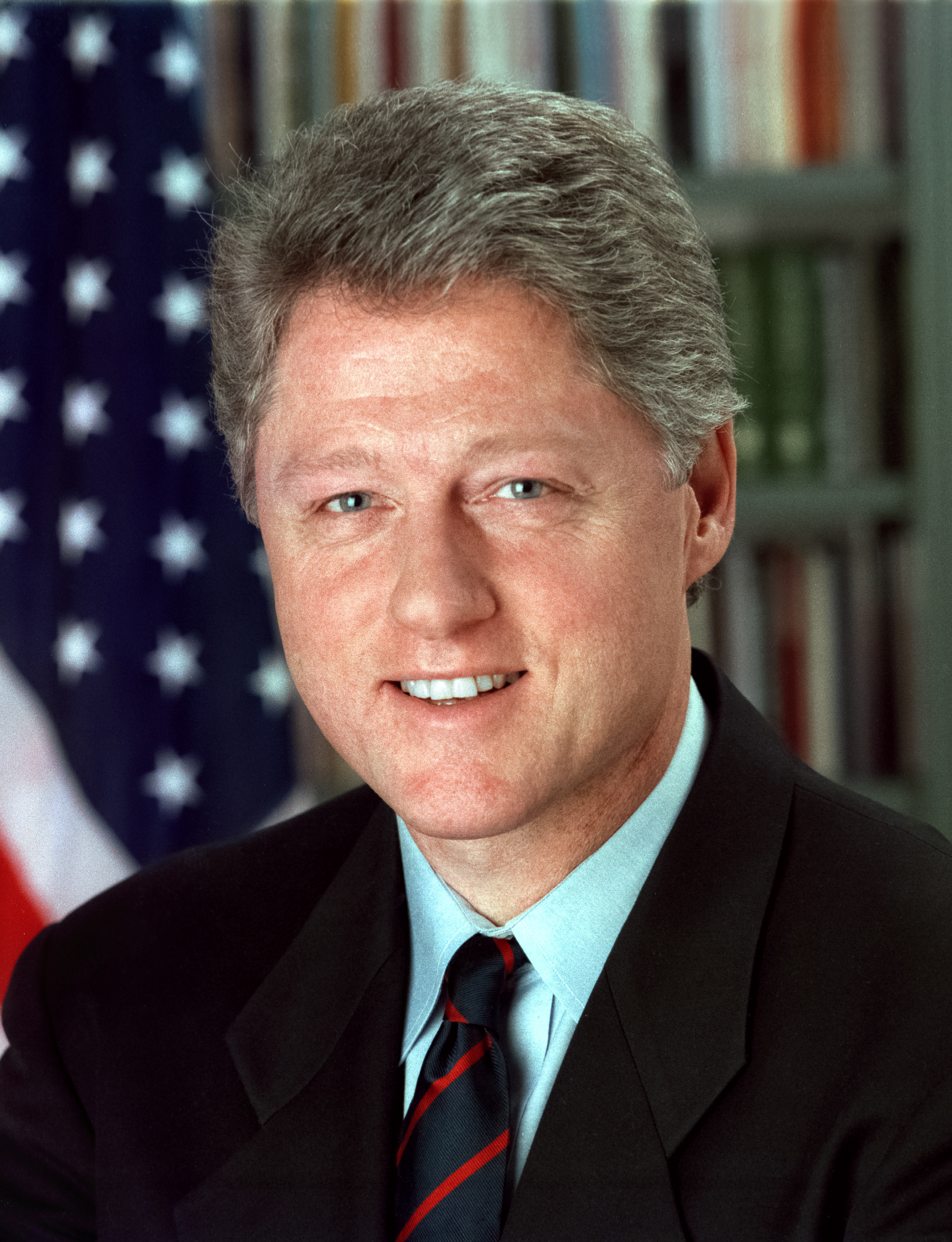
Bill Clinton 2010, 2006, 2005, y 2004 (Finalista en 2015, 2013, y 2007)
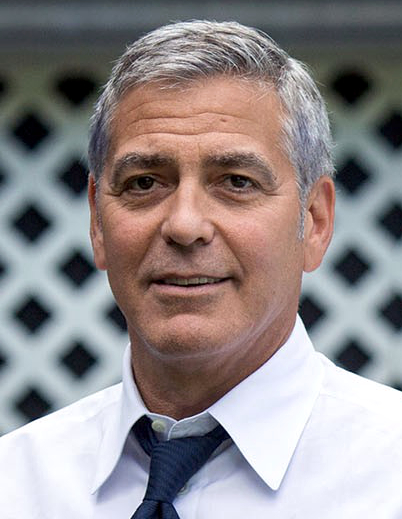
George Clooney 2009, 2008, 2007, y 2006 (Finalista en 2012, 2011, y 2010)
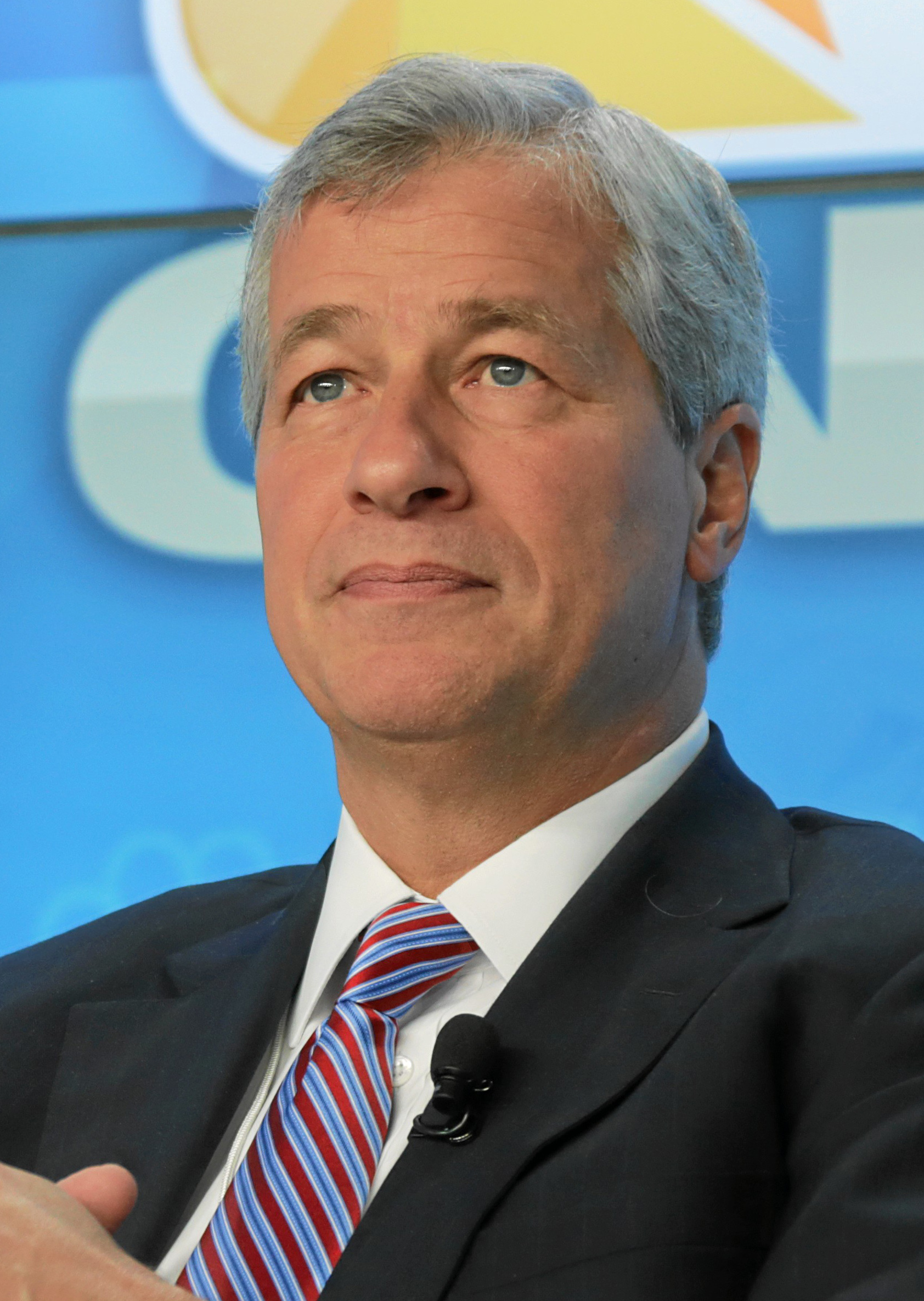
Jamie Dimon 2011, 2009, 2008, y 2006 (Finalista en 2015 y 2012)
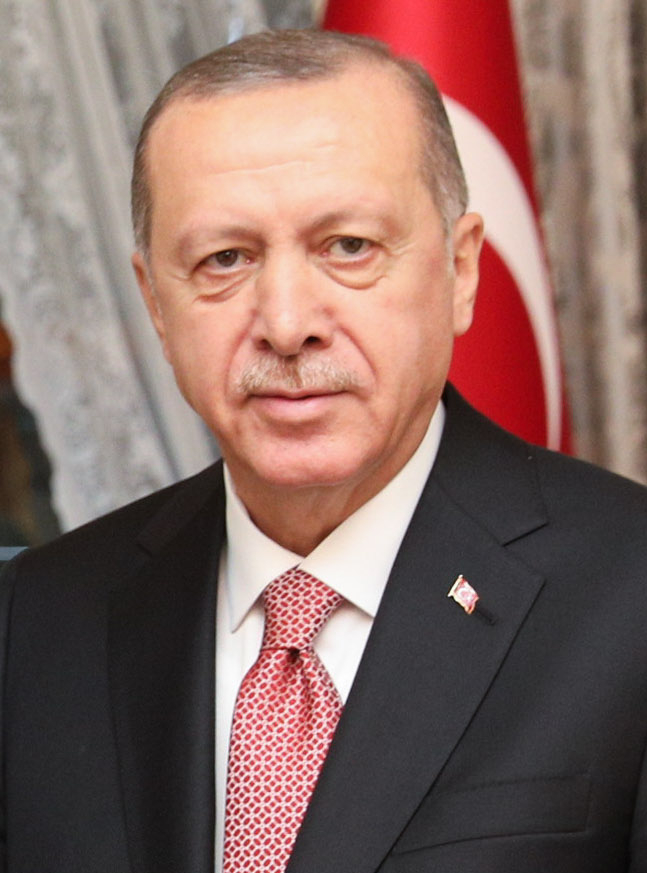
Recep Tayyip Erdoğan 2017, 2016, 2010, y 2004 (Finalista en 2022, 2021, 2019, 2015, 2014, y 2012)
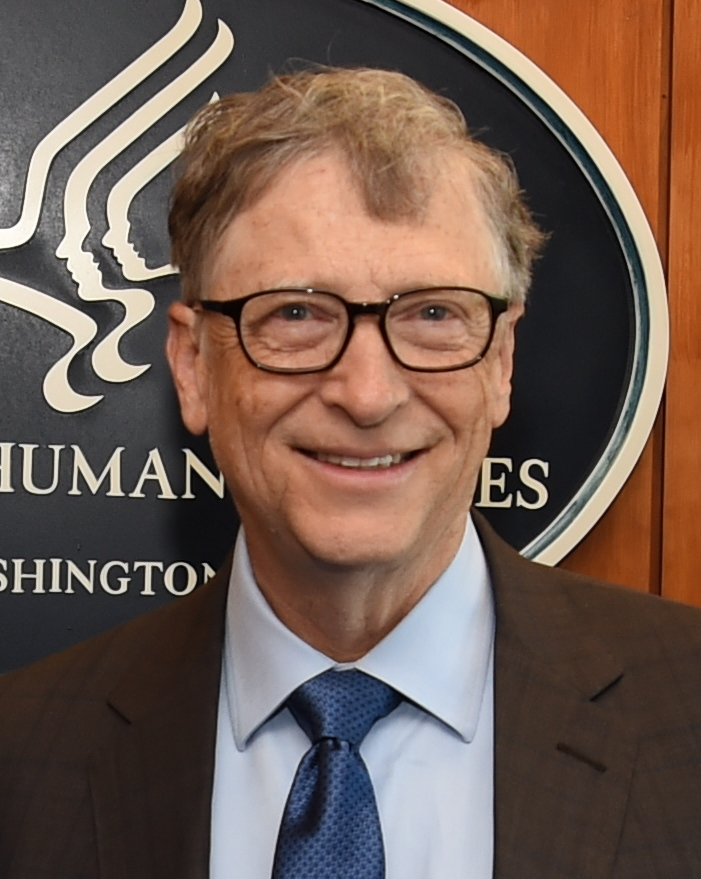
Bill Gates 2006, 2005, 2004, y en la lista del siglo XX (Finalista en 2019, 2018, 2017, 2016, 2014, 2010, y 2008)
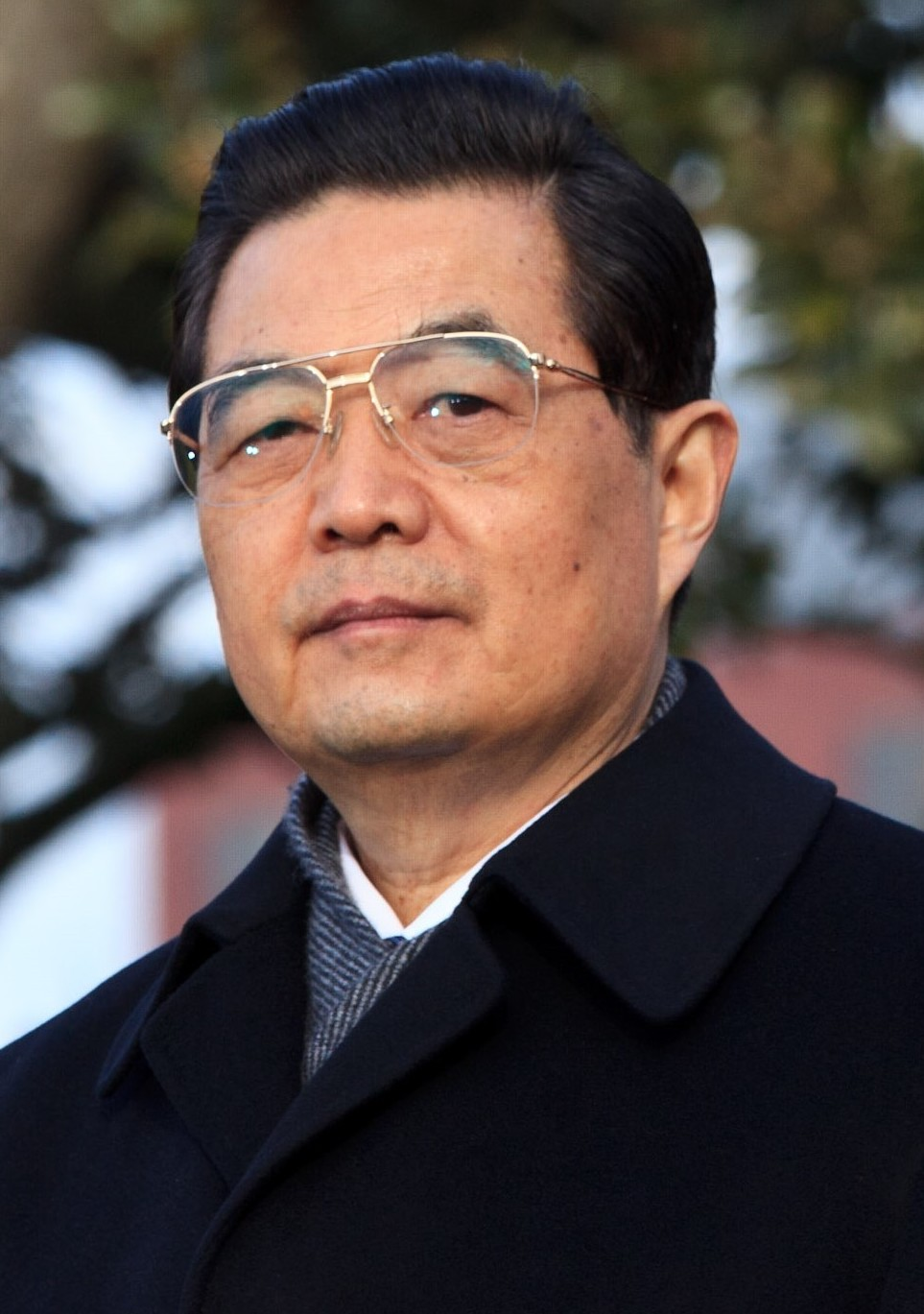
Hu Jintao 2008, 2007, 2005, y 2004 (Finalista en 2011 y 2009)
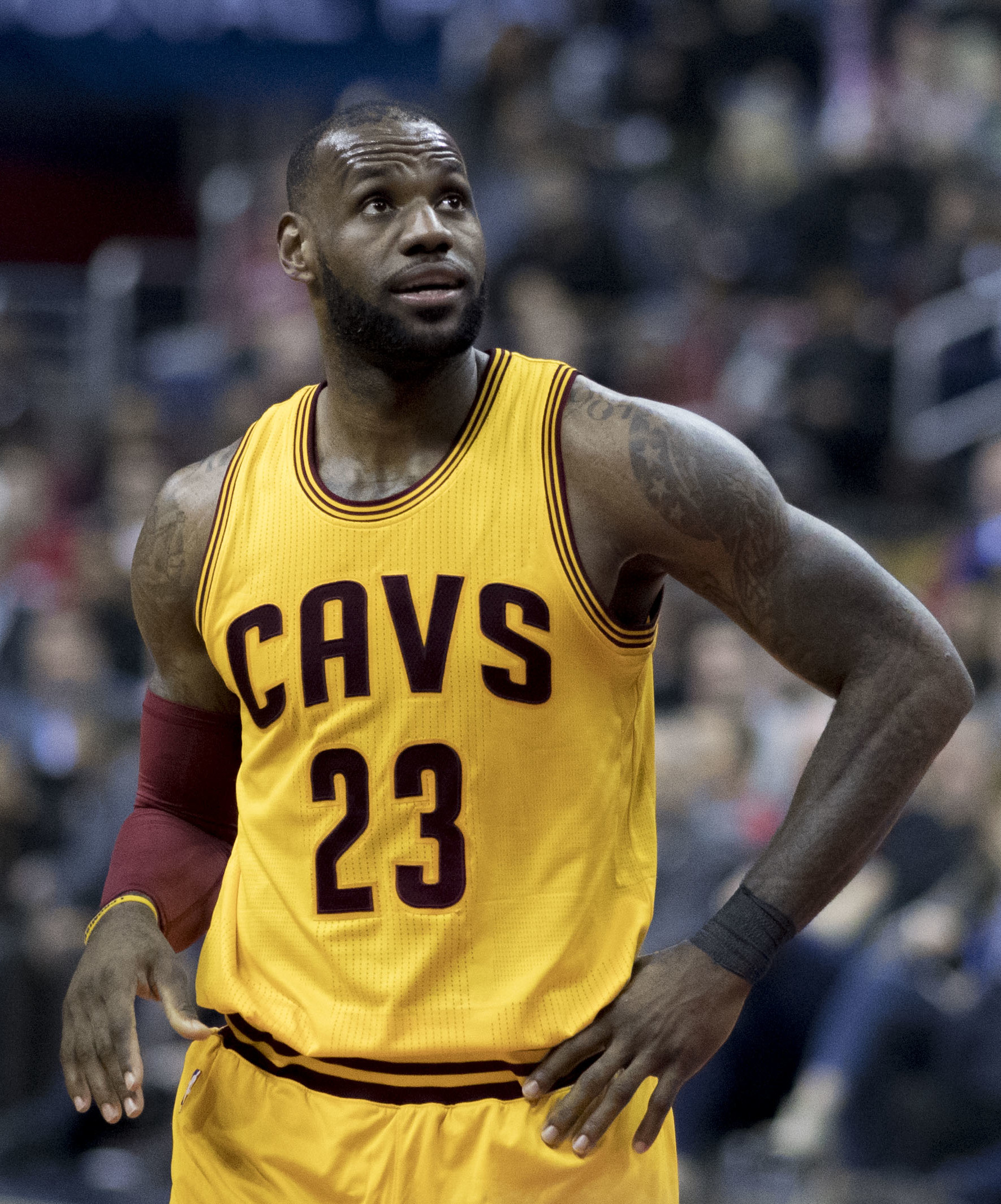
LeBron James 2019, 2017, 2013, y 2005 (Finalista en 2021, 2020, 2018, y 2015)
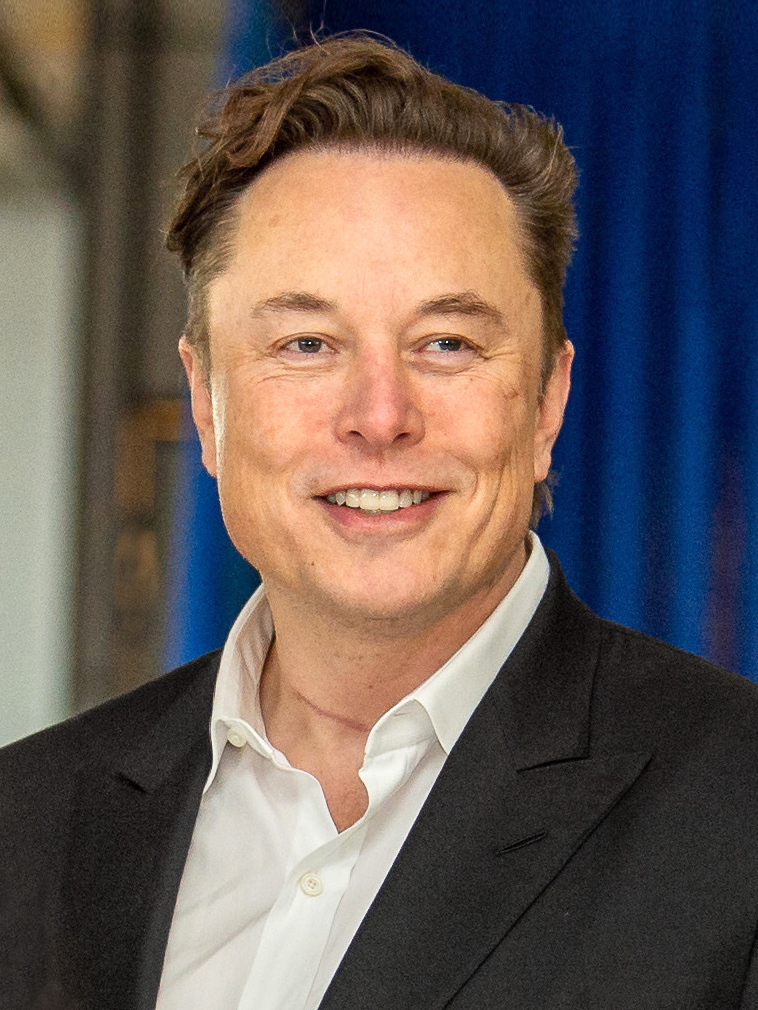
Elon Musk 2021, 2018, 2013, y 2010 (Finalista en 2022, 2020, 2019, 2017, 2016, y 2015)
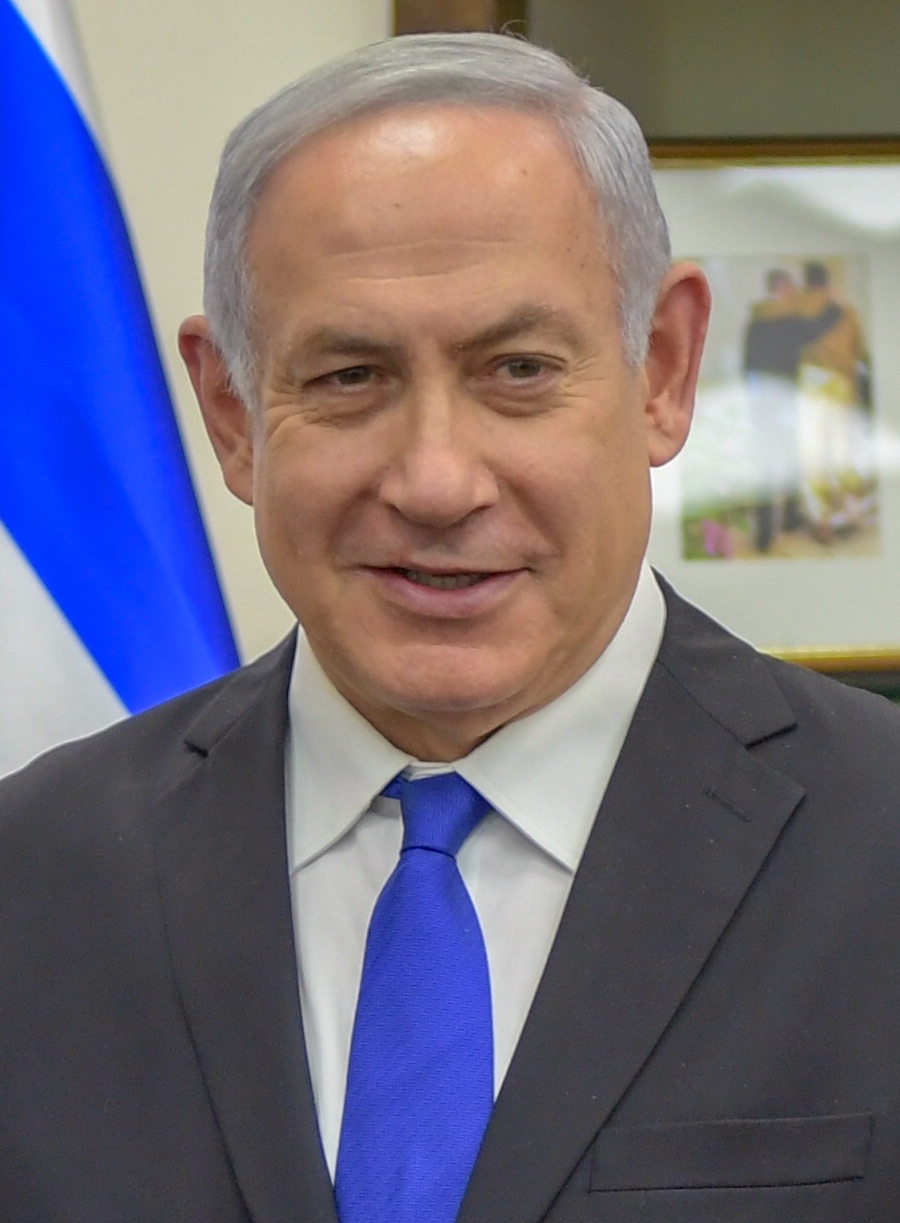
Benjamin Netanyahu 2019, 2015, 2012, y 2011 (Finalista en 2020, 2017, 2013, 2010, y 2009)
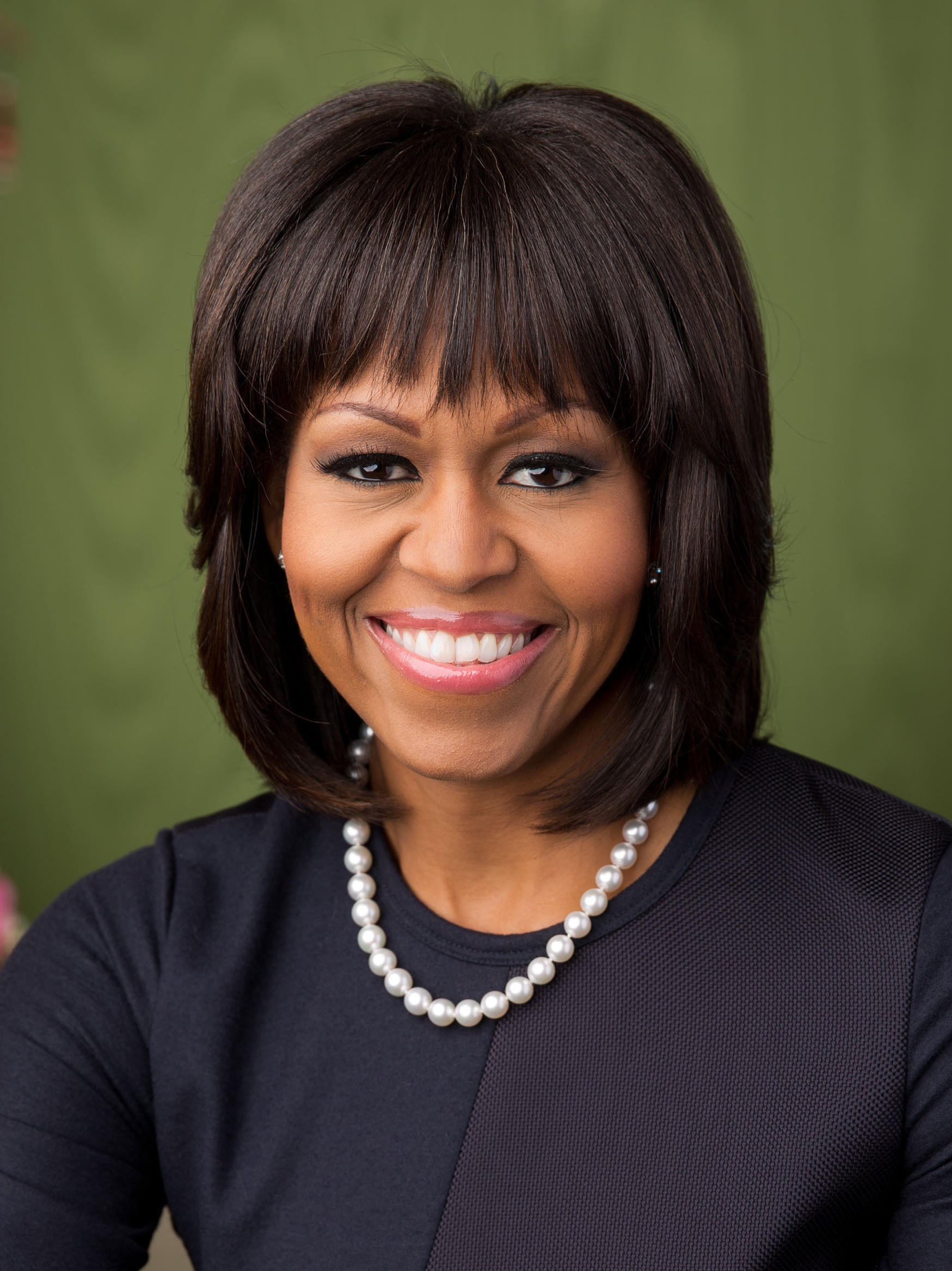
Michelle Obama 2019, 2013, 2011, y 2009 (Finalista en 2016, 2015, 2014, 2012, y 2010)
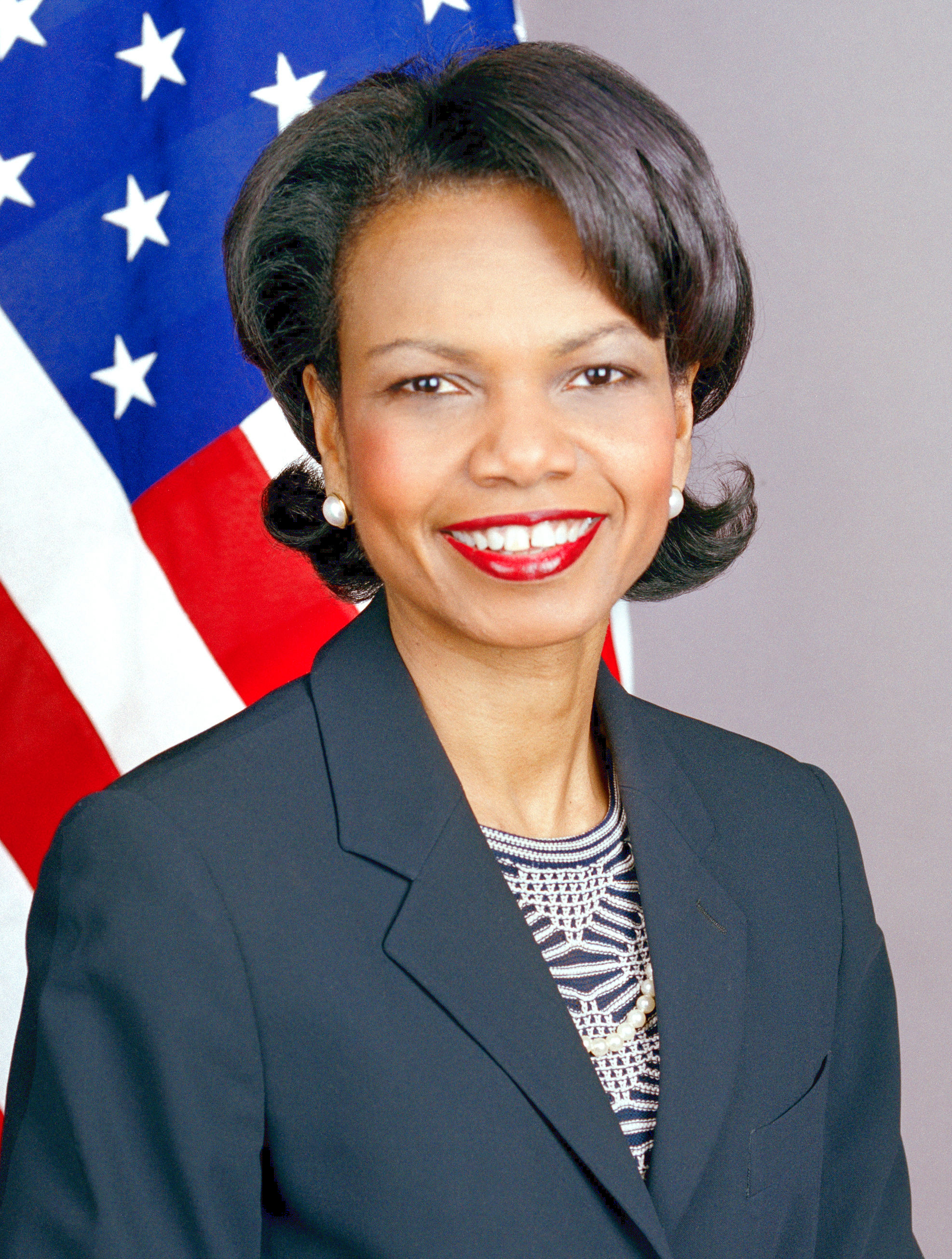
Condoleezza Rice 2007, 2006, 2005, y 2004 (Finalista en 2008)
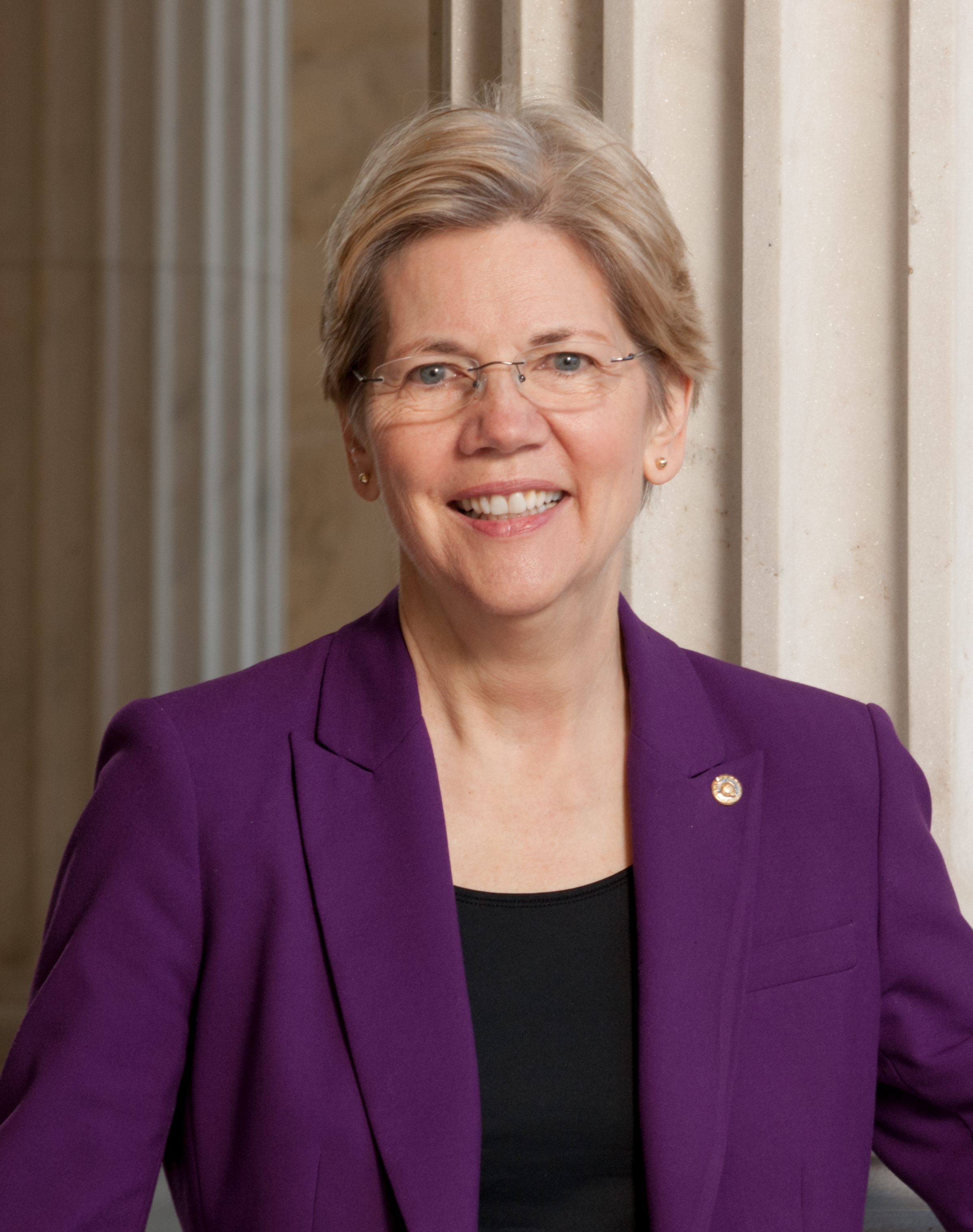
Elizabeth Warren 2017, 2015, 2010, y 2009 (Finalista en 2020, 2019, 2018, 2016, 2014, 2013, y 2011)
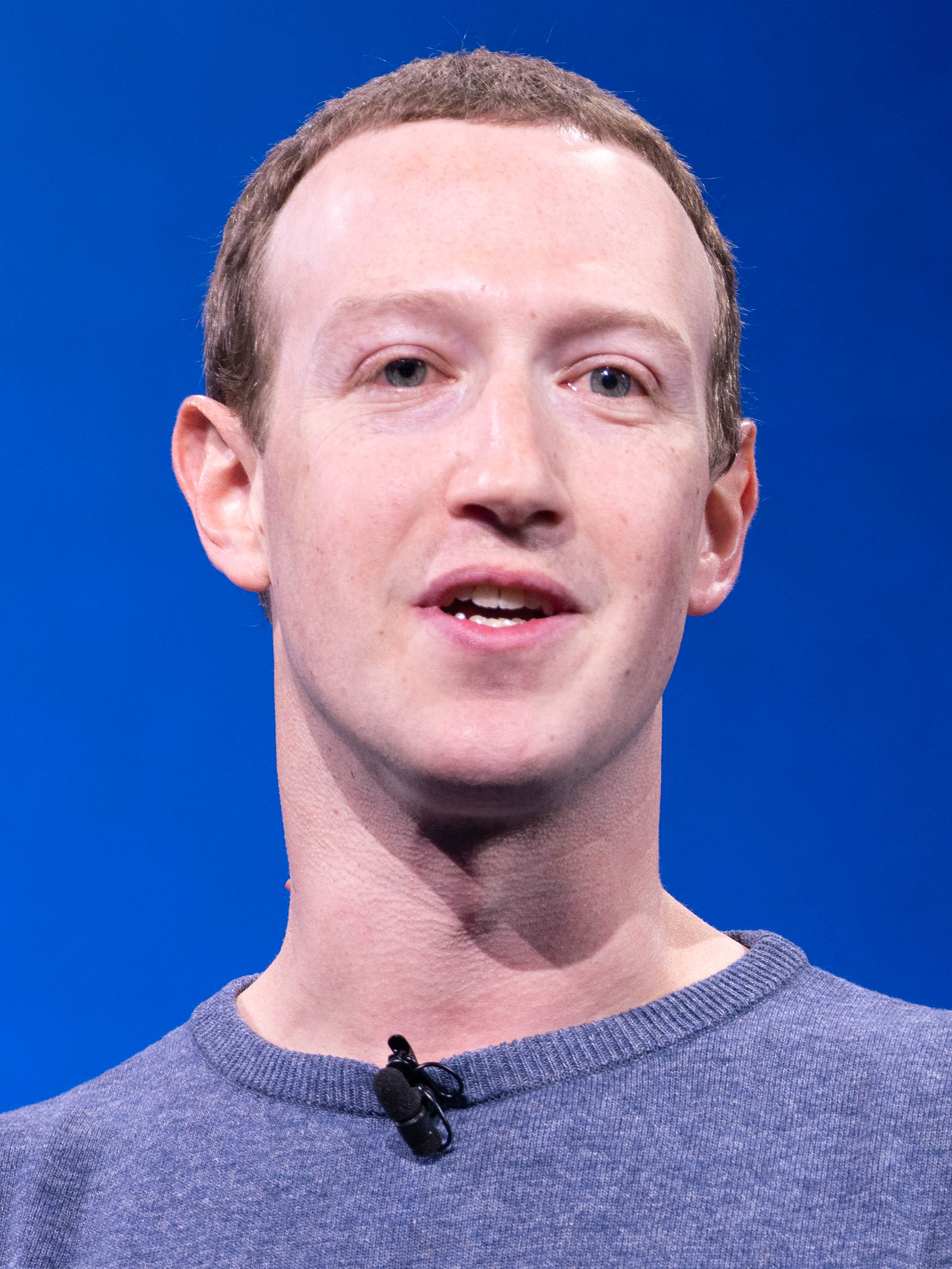
Mark Zuckerberg 2019, 2016, 2011, y 2008 (Finalista en 2022, 2021, 2020, 2018, 2017, 2015, 2014, 2012, y 2009)

### Tres veces o más

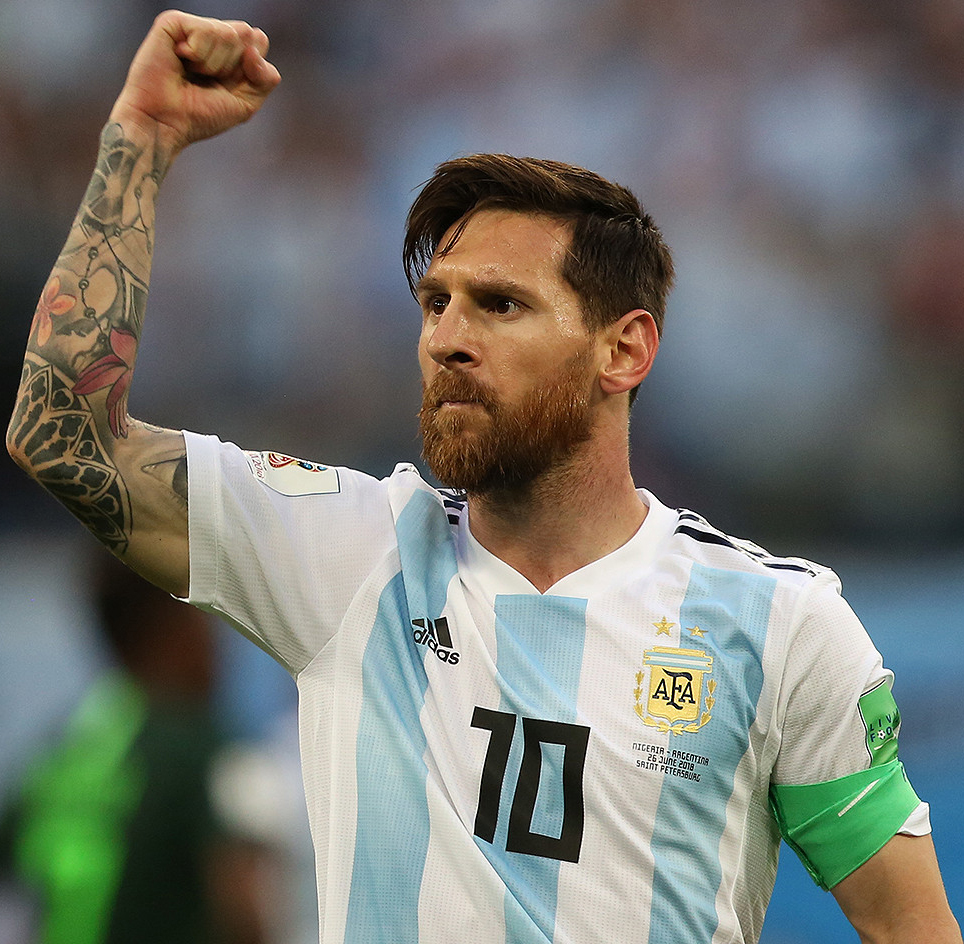
Lionel Messi 2023, 2012, y 2011
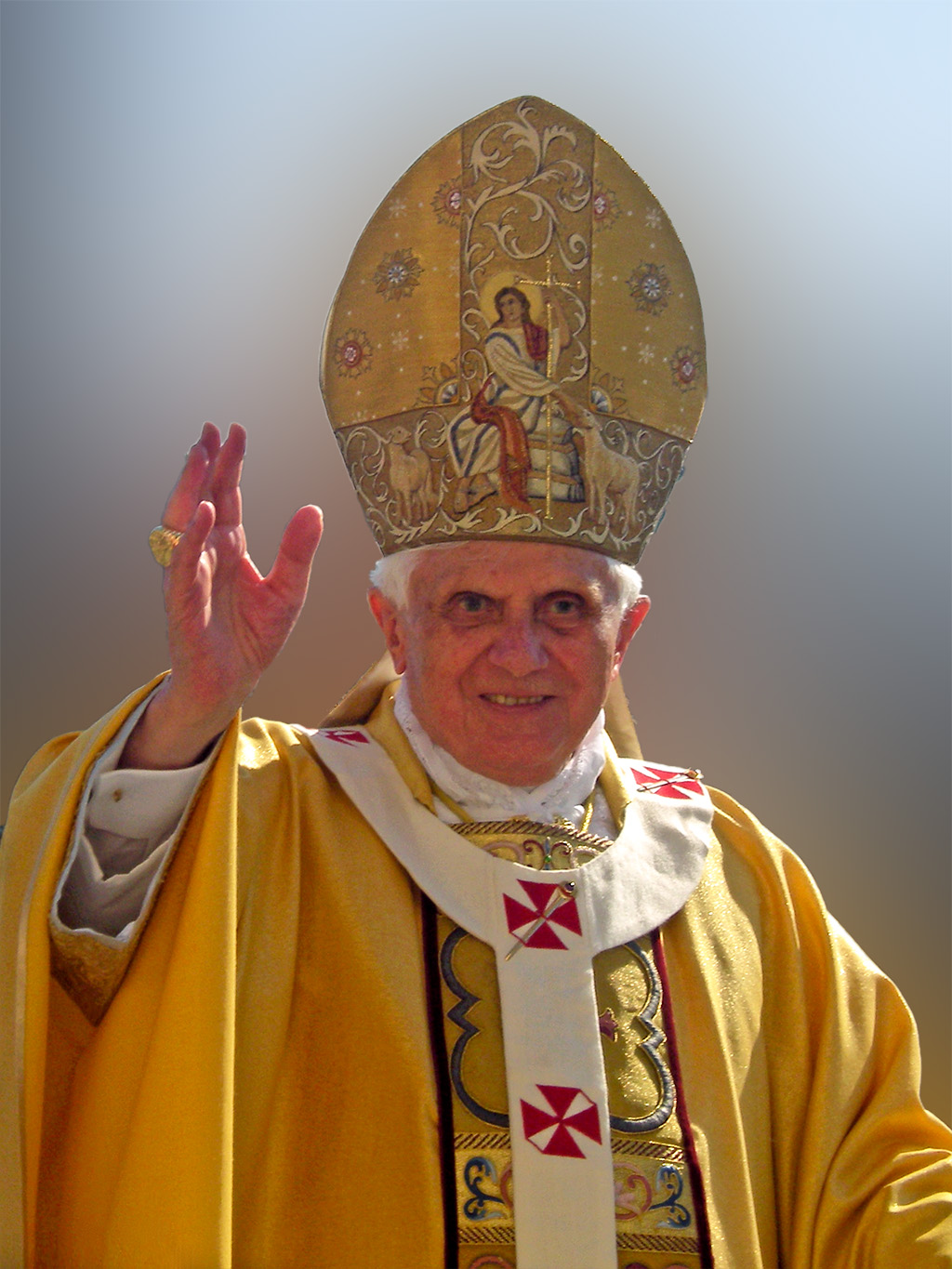
Benedicto XVI 2007, 2006, y 2005 (Finalista en 2013, 2009, y 2008)
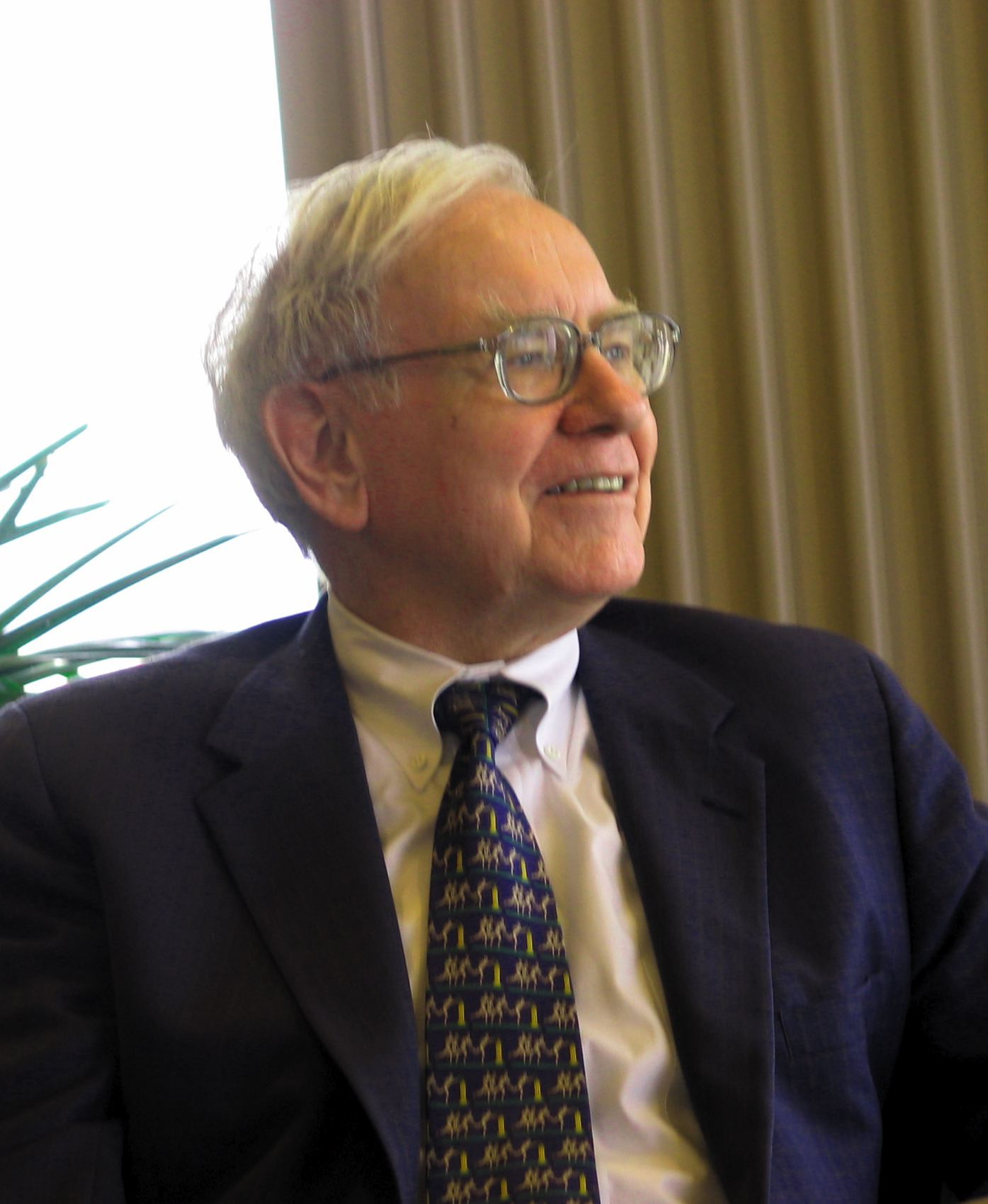
Warren Buffett 2012, 2007, y 2004 (Finalista en 2016, 2013, 2011, 2010, 2009, y 2008)
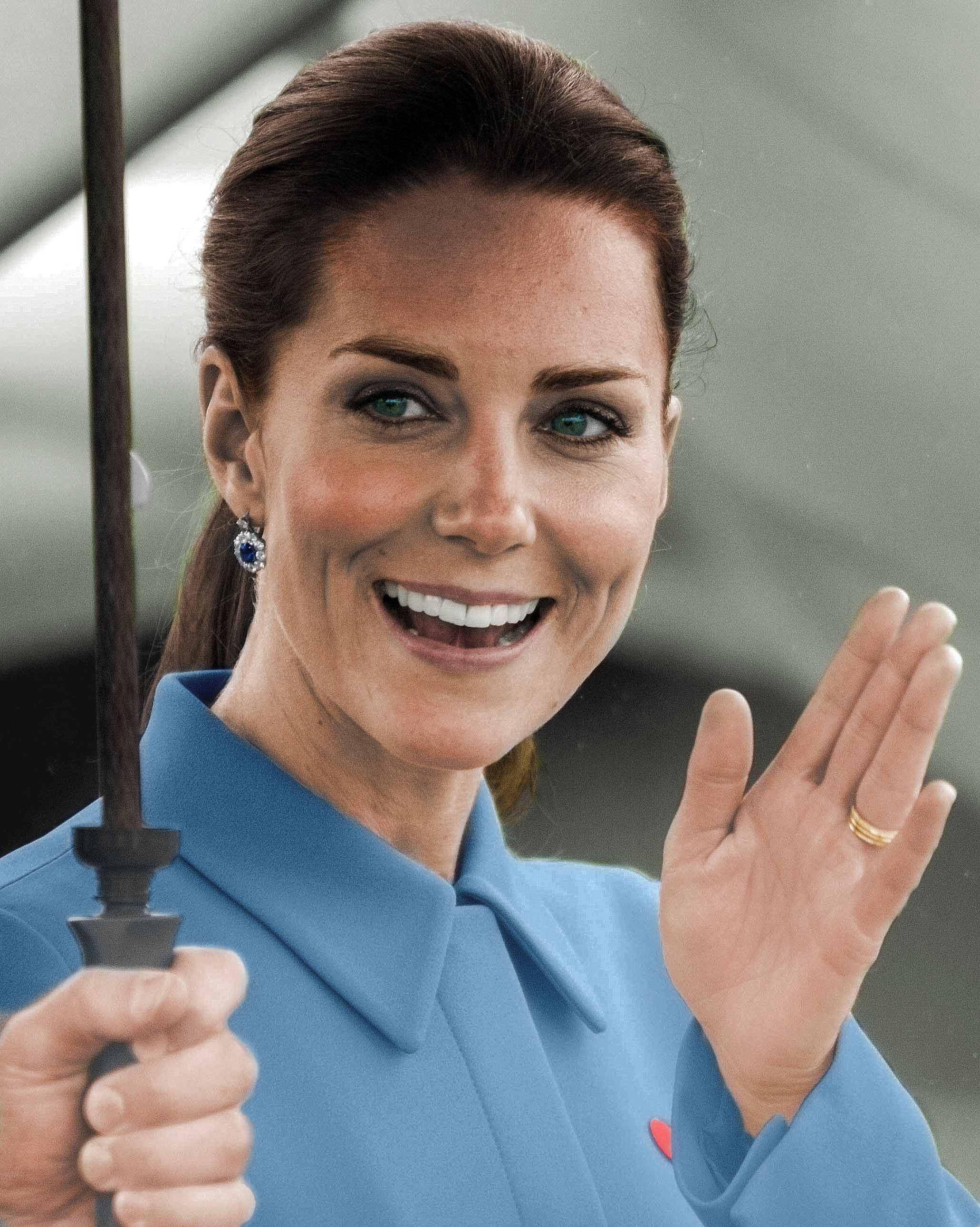
Catalina de Gales 2013, 2012, y 2011 (Finalista en 2018)
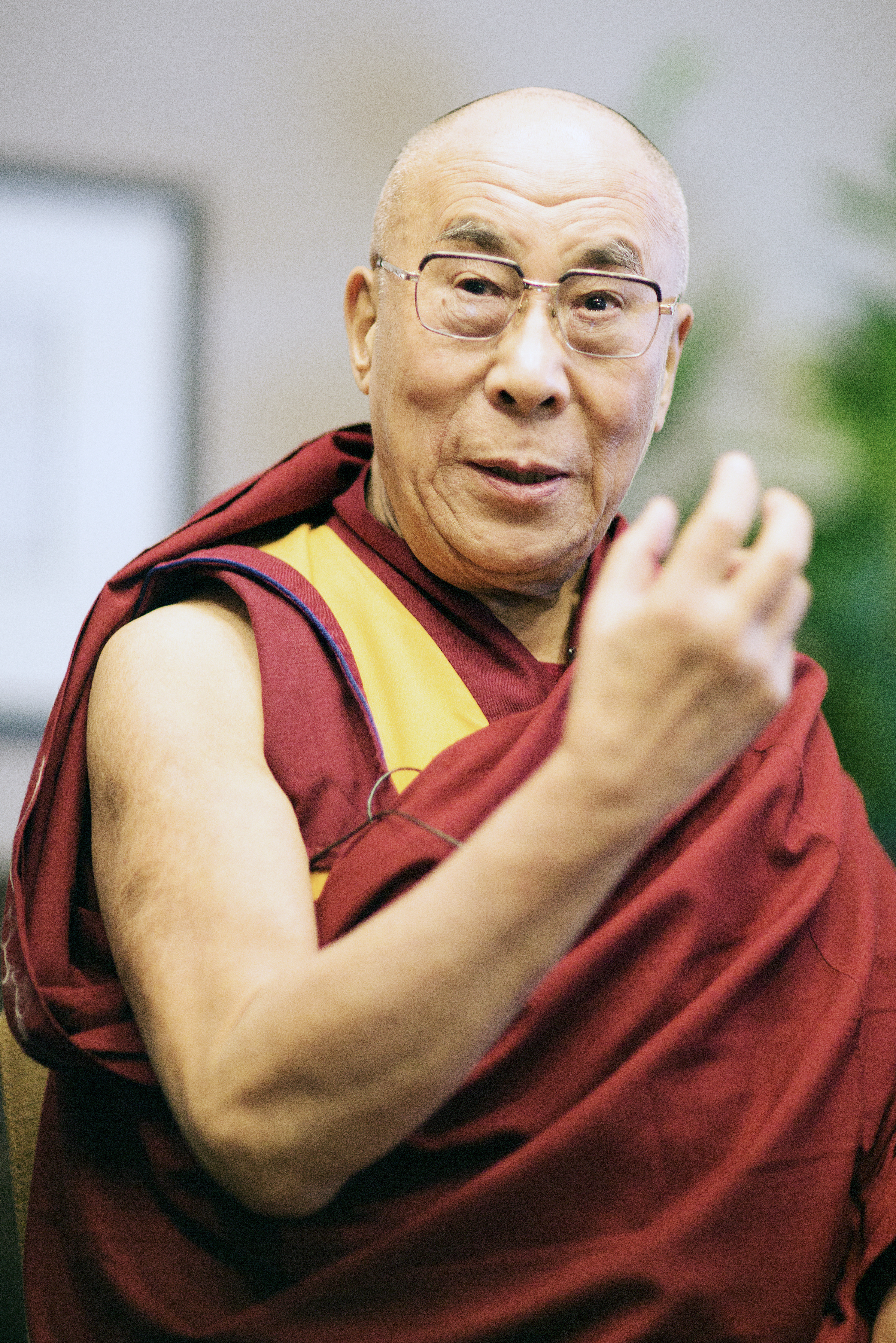
The 14th Dalai Lama, Tenzin Gyatso 2008, 2005, y 2004 (Finalista en 2015 y 2009)
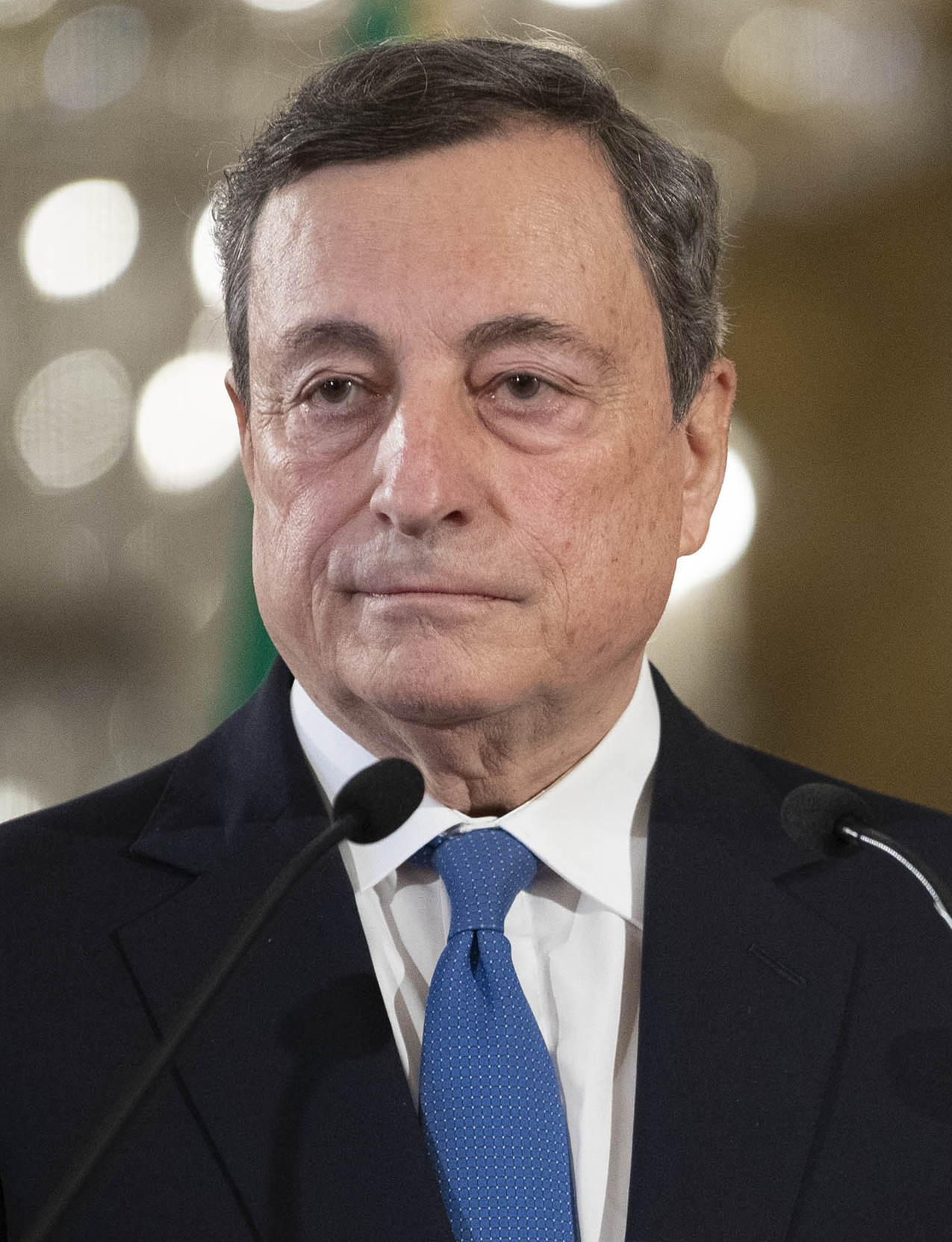
Mario Draghi 2021, 2013 y 2012
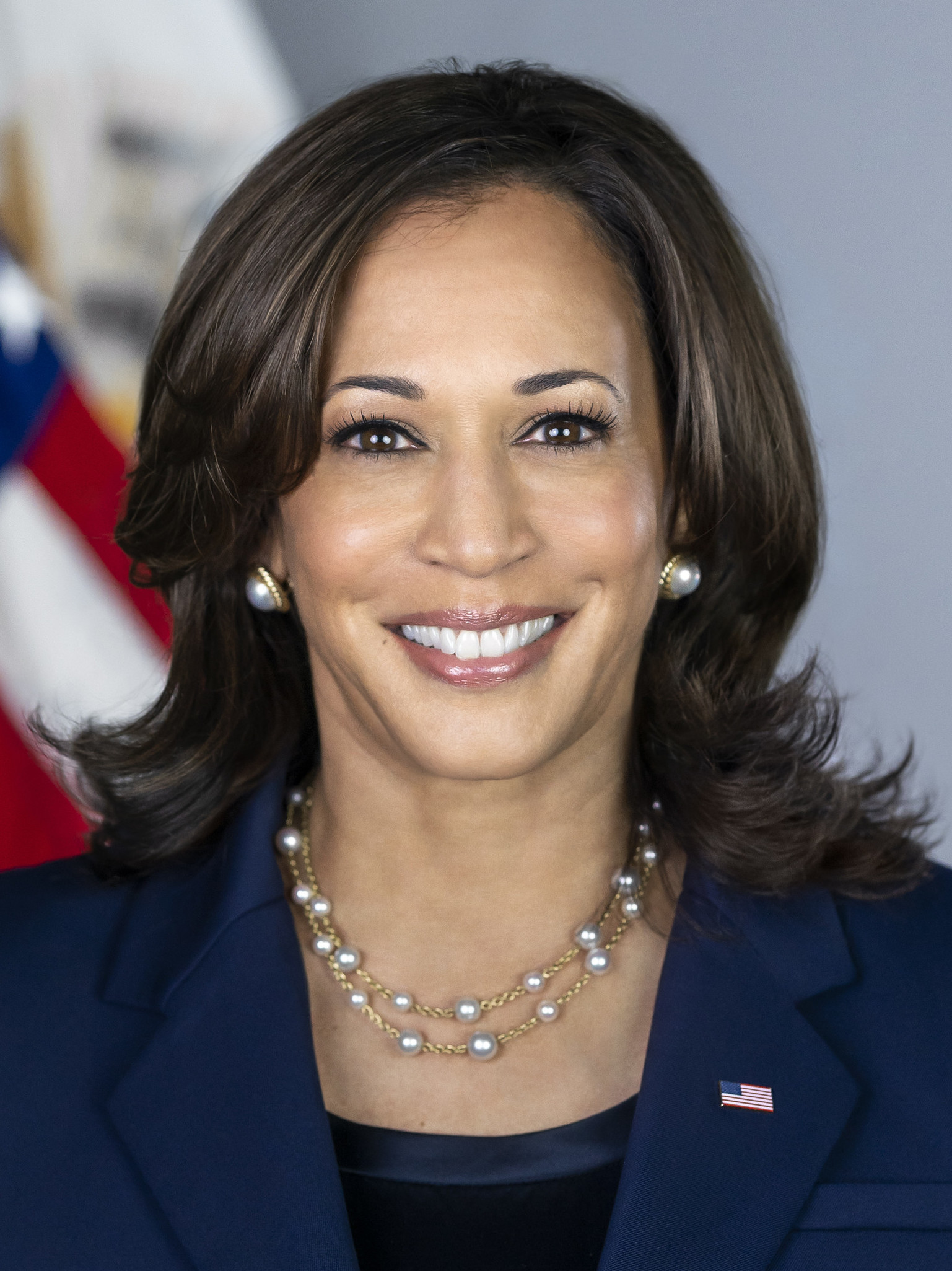
Kamala Harris 2021, 2020, y 2013 (Finalista en 2022, 2019, 2017, 2012, y 2011)
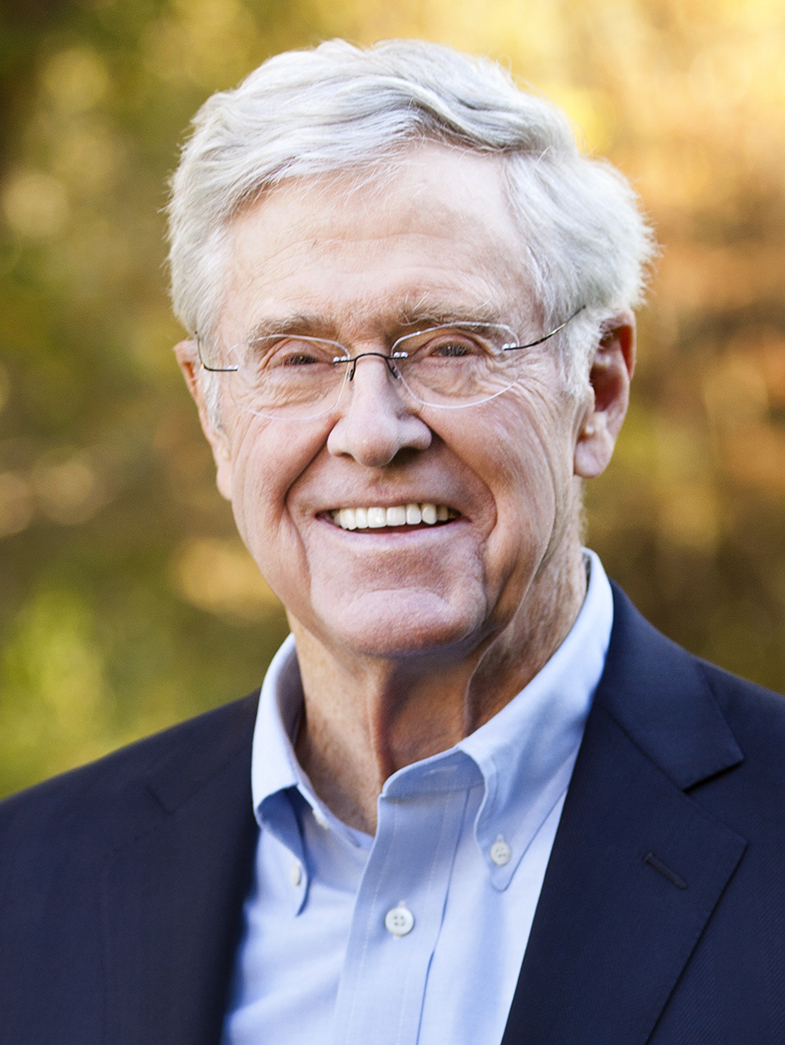
Charles Koch 2015, 2014, y 2011 (Finalista en 2016 y 2012) (compartido con su hermano David todas las veces)
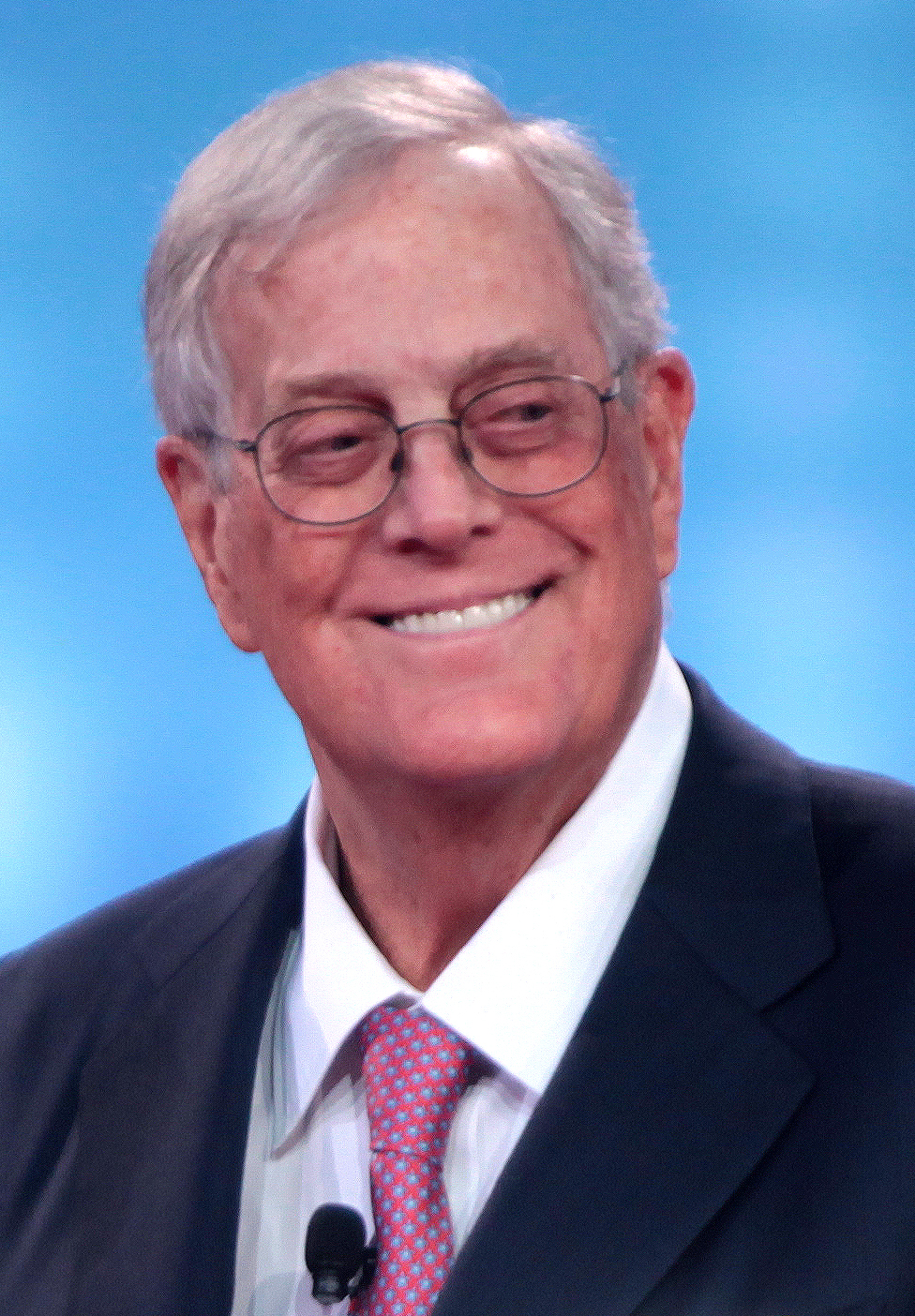
David Koch 2015, 2014, y 2011 (Finalista en 2016 y 2012) (compartido con su hermano Charles todas las veces)
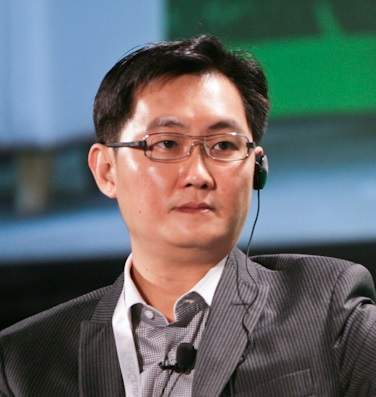
Ma Huateng 2018, 2014, y 2007 (Finalista en 2022, 2021, y 2019)
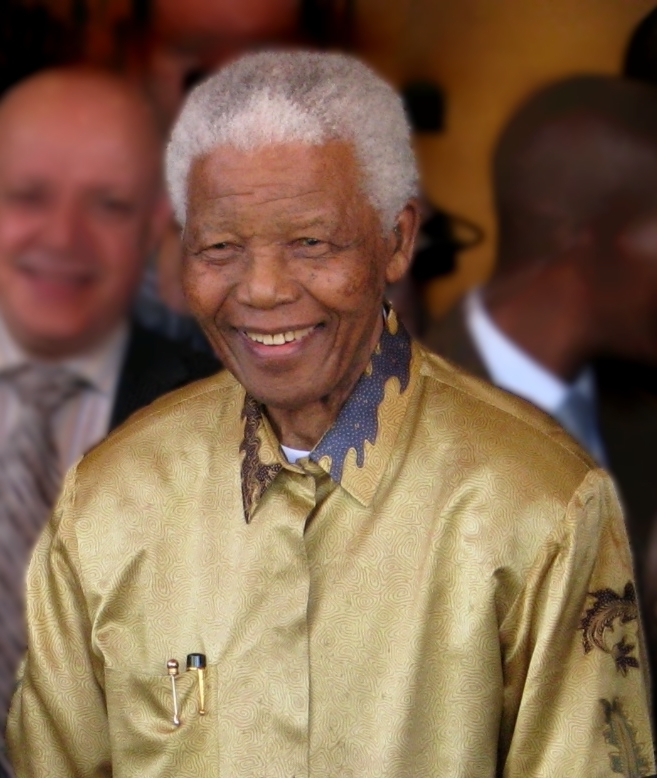
Nelson Mandela 2005, 2004, y en la lista del siglo XX (Finalista en 2008 y 2007)
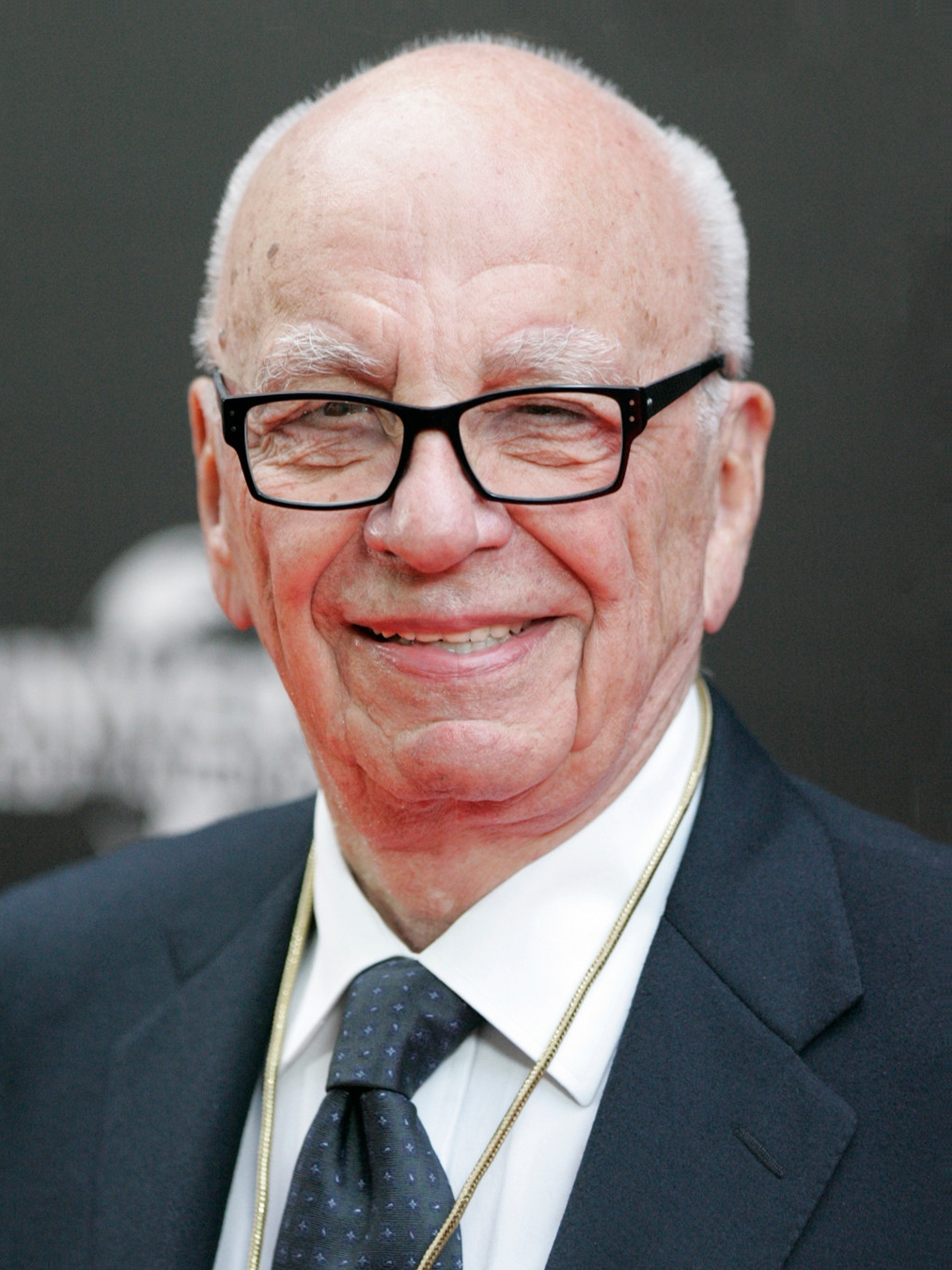
Rupert Murdoch 2008, 2005, y 2004 (Finalista en 2012, 2010, y 2009)
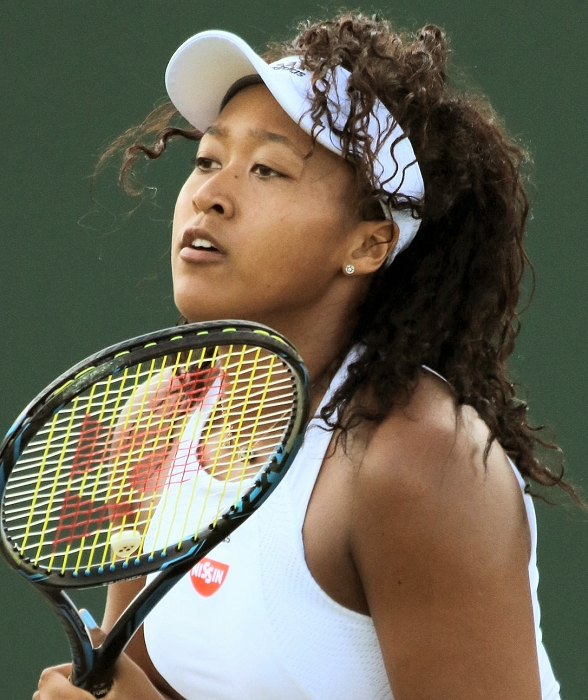
Naomi Osaka 2021, 2020, y 2019
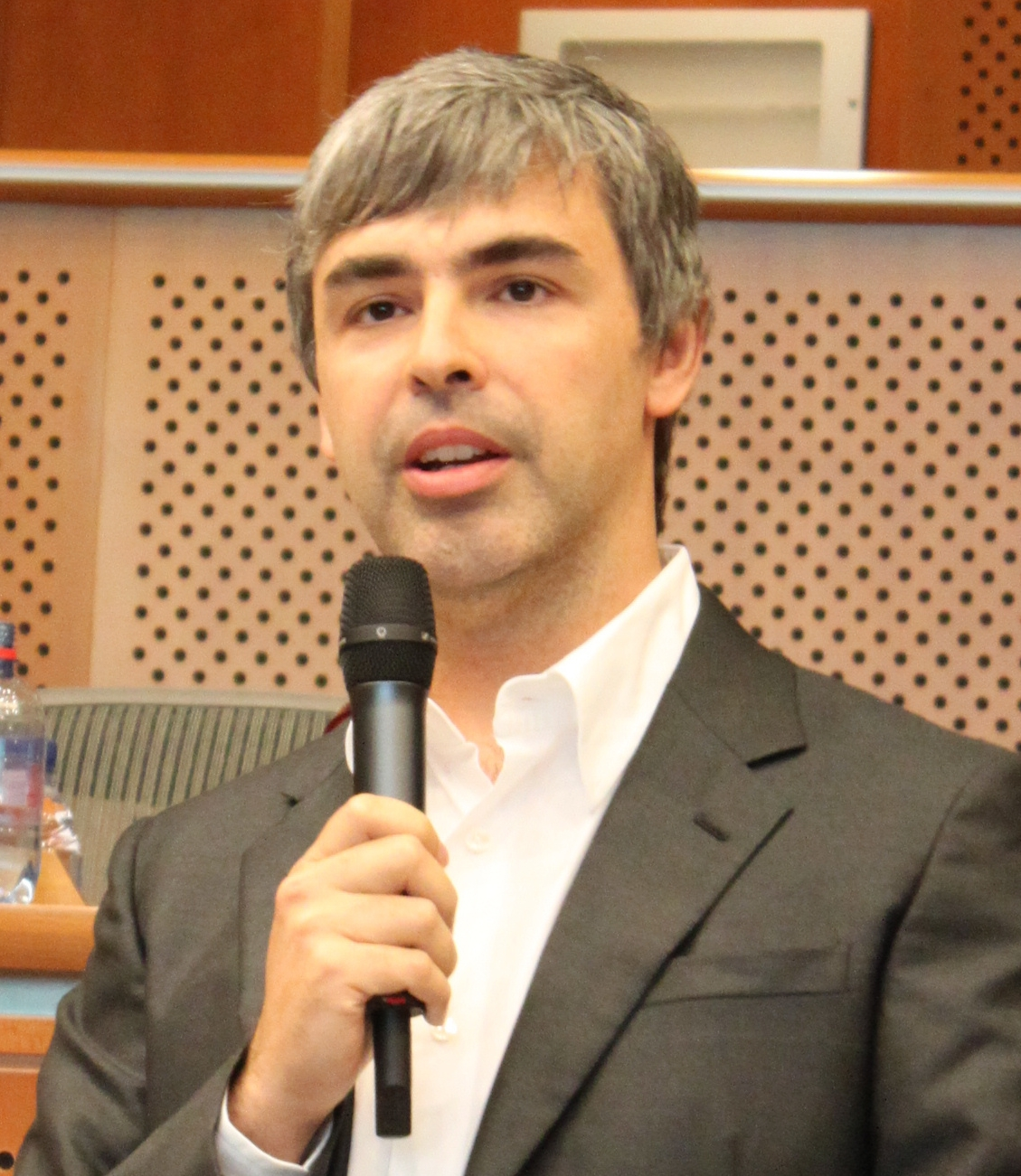
Larry Page 2011, 2005, y 2004 (Finalista en 2014, 2012, y 2008)
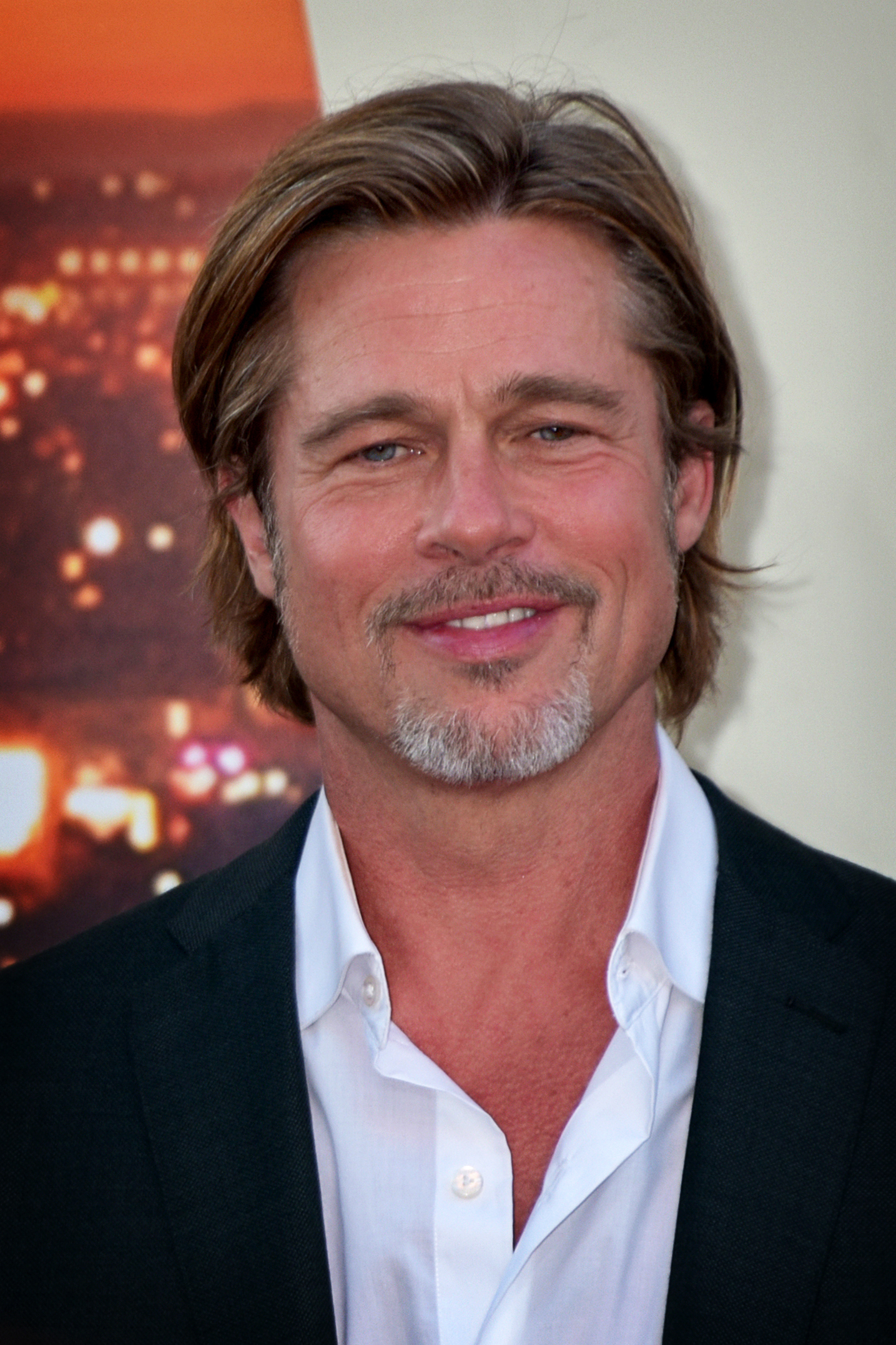
Brad Pitt 2009, 2008, y 2007 (Finalista en 2012 y 2011)
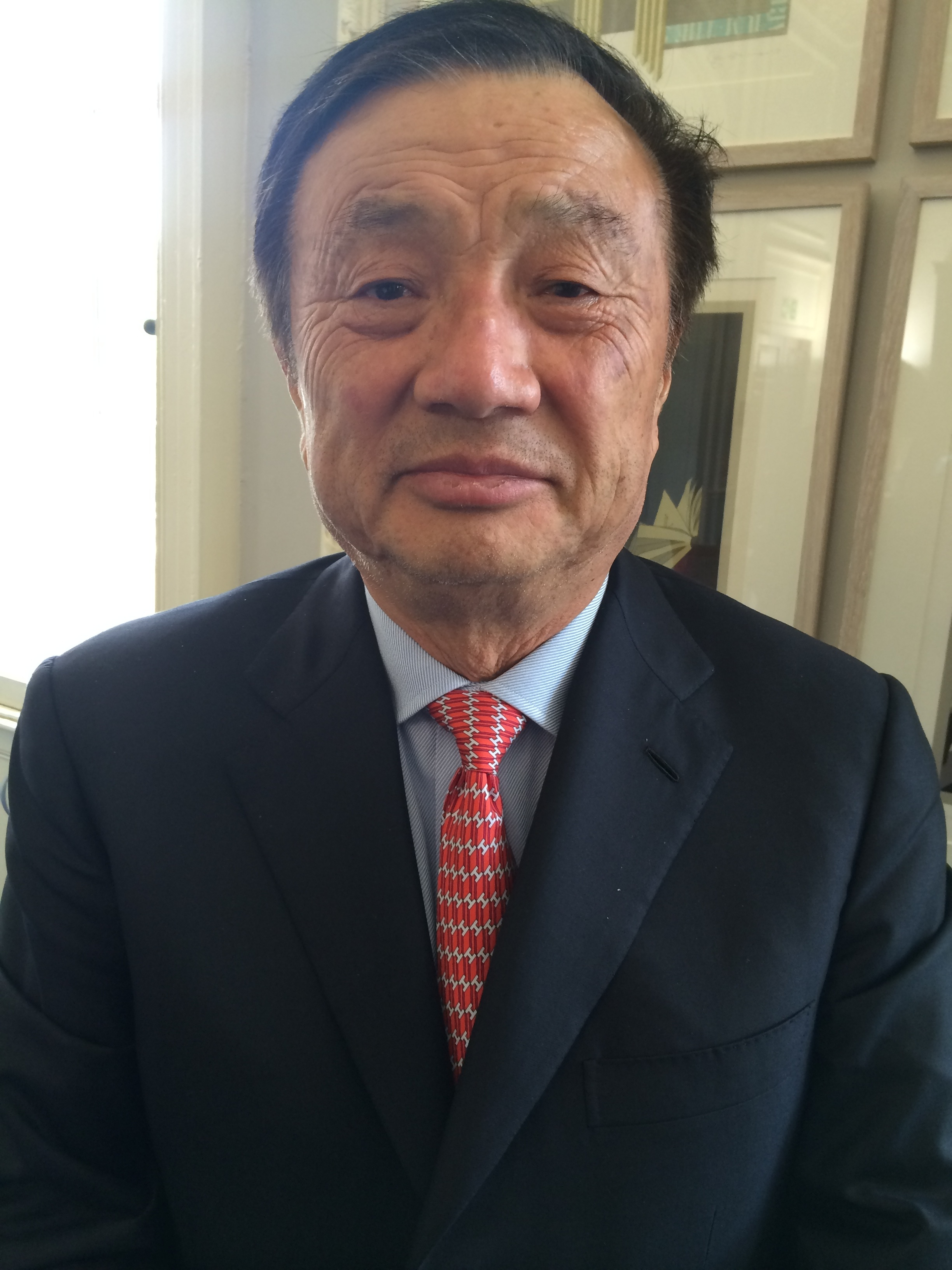
Ren Zhengfei 2019, 2013, y 2005
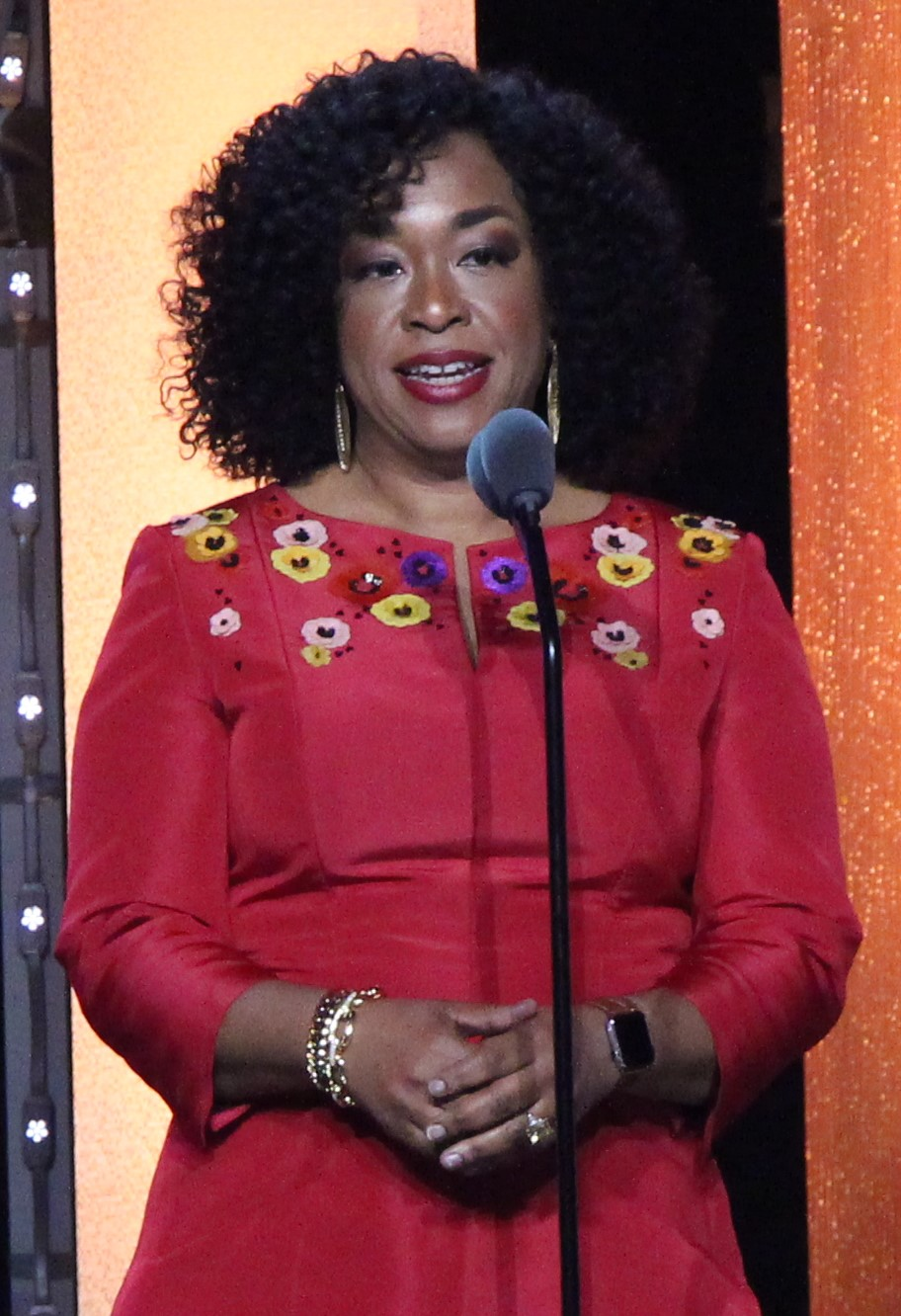
Shonda Rhimes 2021, 2013 & 2007 (Finalista en 2022, 2016, y 2015)
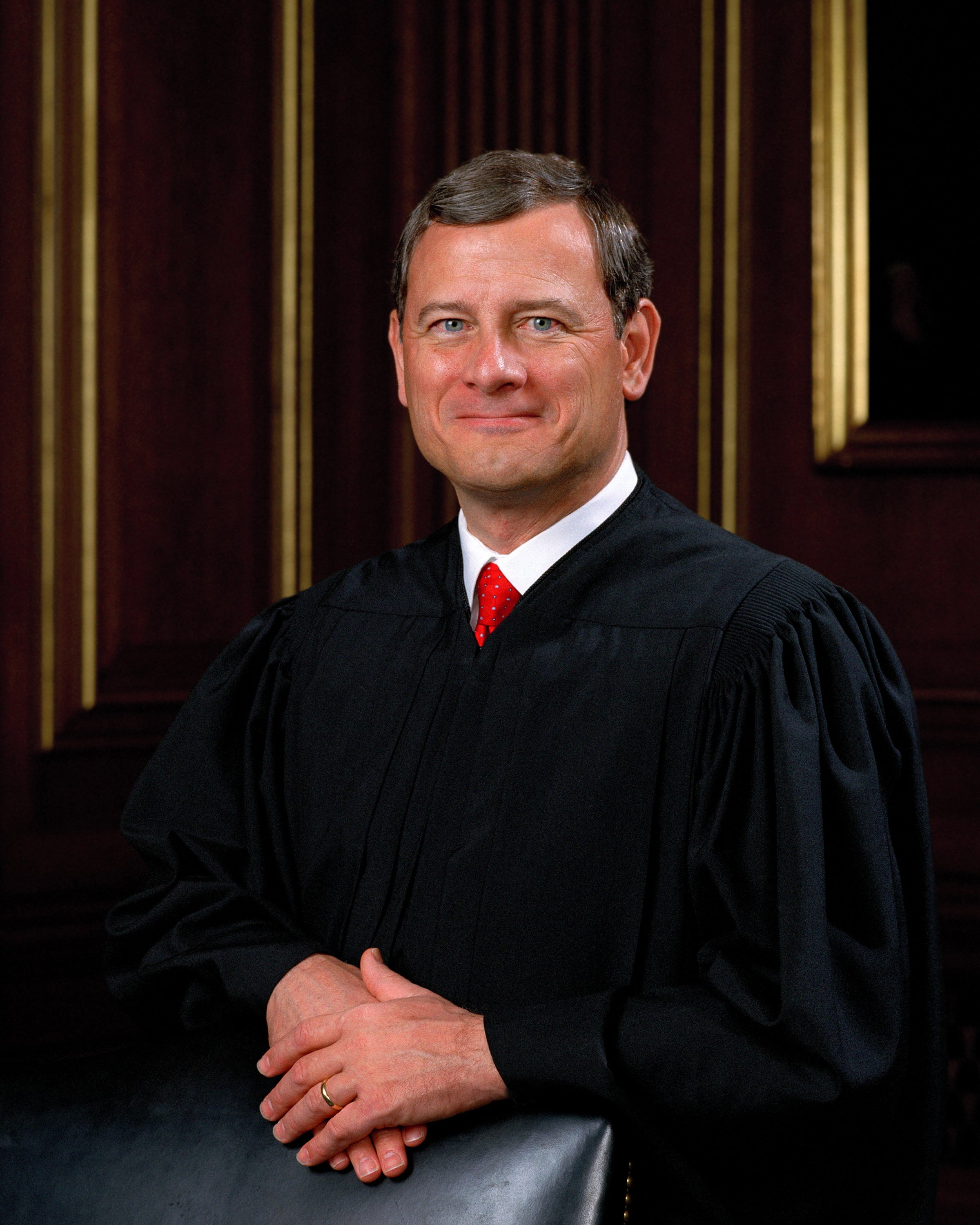
John Roberts 2020, 2007, y 2006 (Finalista en 2015, 2013, 2012, and 2008)
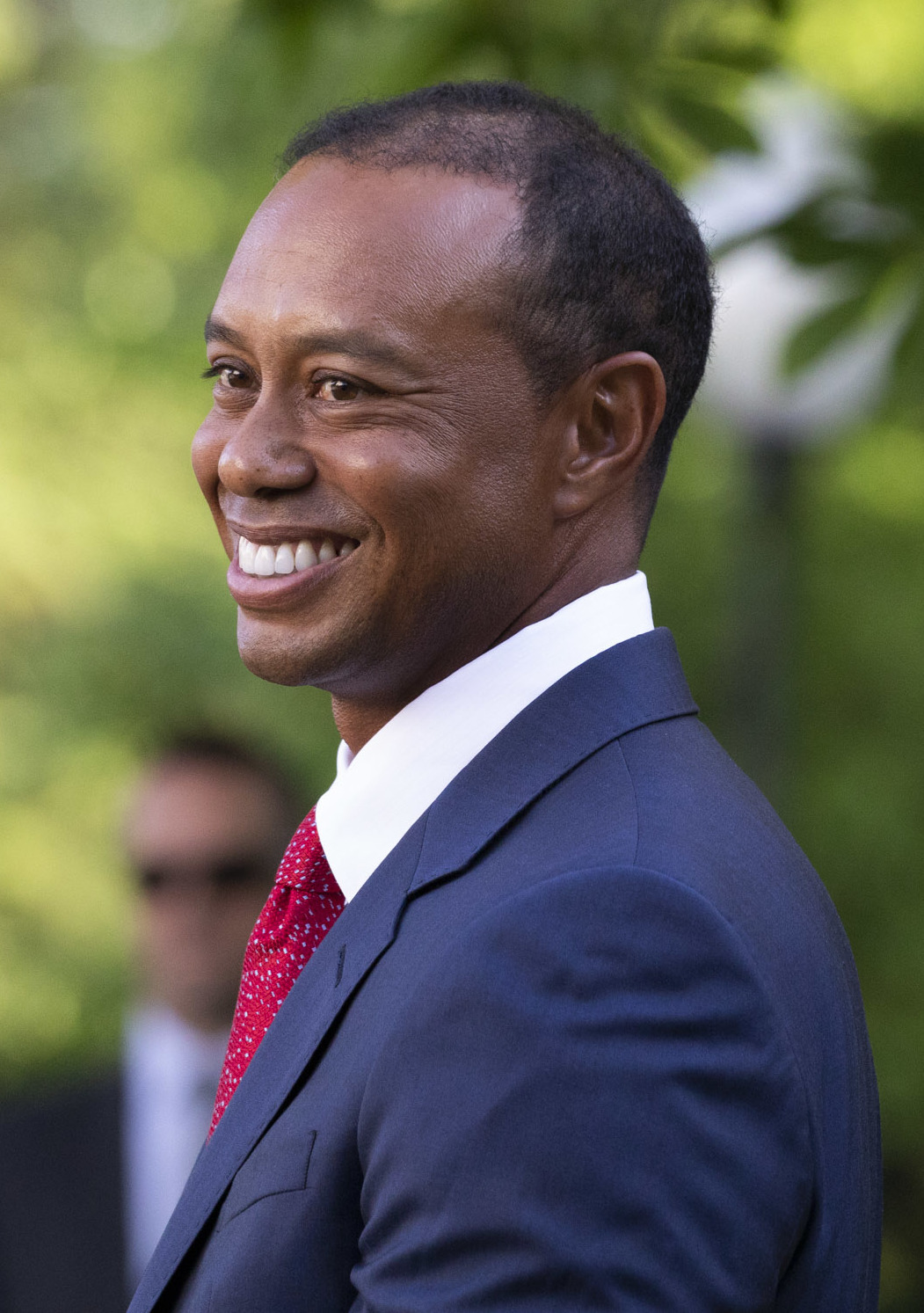
Tiger Woods 2019, 2009, y 2004 (Finalista en 2010, 2008, y 2007)
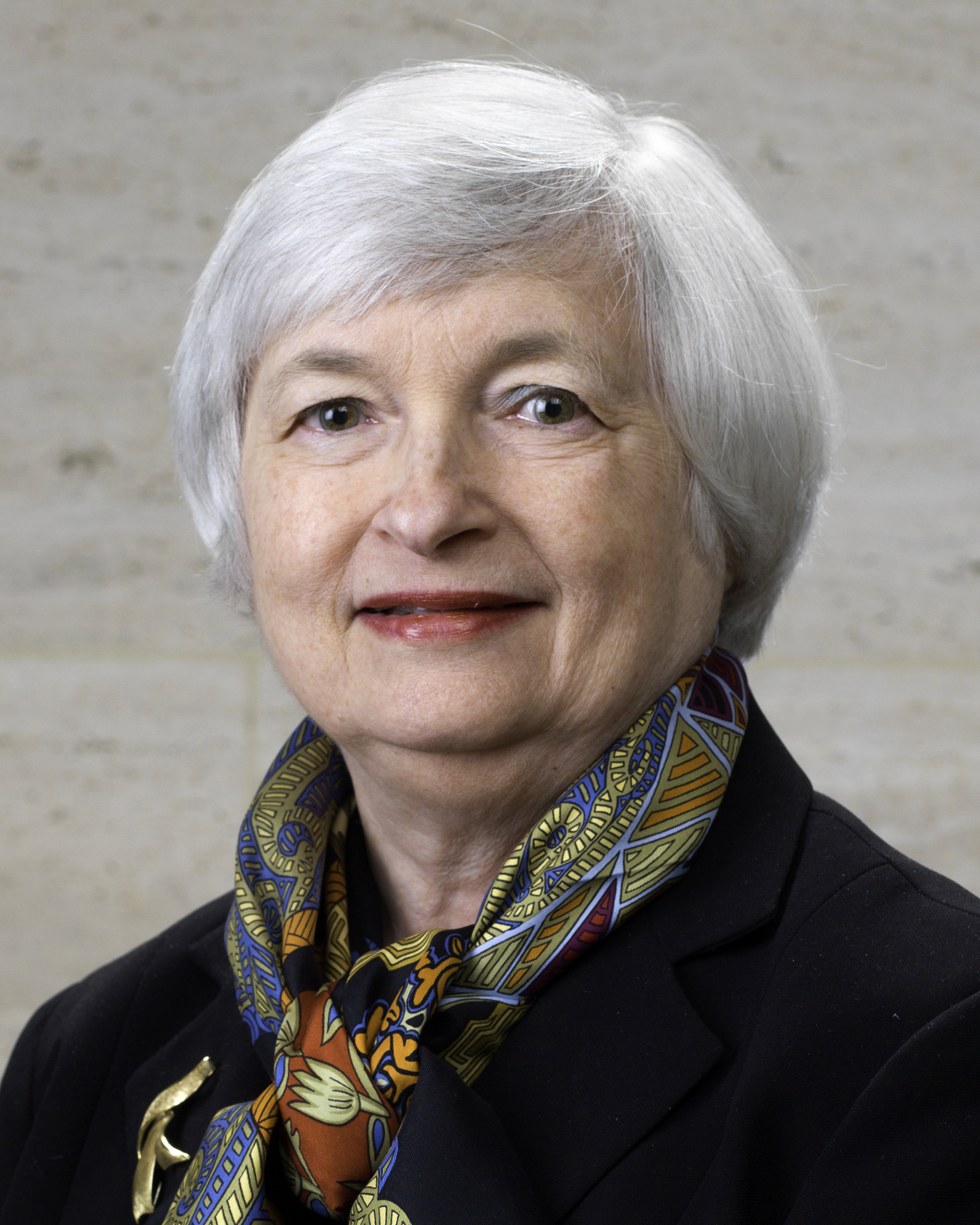
Janet Yellen 2017, 2015, y 2014 (Finalista en 2016)